# Liste des églises de la Loire
La liste des églises de la Loire vise à présenter les églises situées dans le département français de la Loire. Il est fait état des diverses protections dont elles peuvent bénéficier, et notamment les inscriptions et classements au titre des monuments historiques.
En ce qui concerne le culte catholique, toutes les églises sont situées dans le diocèse de Saint-Étienne pour les arrondissements de Saint-Étienne et celui de Montbrison, tandis que les églises de l'arrondissement de Roanne dépendent du diocèse de Lyon.

## Statistiques

### Nombres
Le département de la Loire comprend 323 communes au 1er janvier 2022.
Depuis 2020, le diocèse de Saint-Étienne compte 30 paroisses.

## Classement
Le classement ci-après se fait par commune selon l'ordre alphabétique.
Il est fait état des diverses protections dont elles peuvent bénéficier, et notamment les inscriptions et classements au titre des monuments historiques.

## Liste

### Église catholique
| Église | Commune                            | Adresse | Coordonnées                      | Notice         | Protection                                                                           | Date        | Illustration                                                                                              |
| --- | ---------------------------------- | ------- | -------------------------------- | -------------- | ------------------------------------------------------------------------------------ | ----------- | --- |
| Église Notre-Dame d'Aboën                                                                                 | Aboën                              |         | 45° 24′ 53″ nord, 4° 07′ 54″ est | « IA42000252 » |                                                                                      |             | Image manquante Téléverser                                                                                |
| Église Saint-Pierre d'Ailleux                                                                             | Ailleux                            |         | 45° 48′ 11″ nord, 3° 56′ 37″ est | « IA42000986 » |                                                                                      |             | Église Saint-Pierre d'Ailleux                                                                             |
| Église Saint-Martin d'Ambierle                                                                            | Ambierle                           |         | 46° 06′ 16″ nord, 3° 53′ 44″ est | « PA00117423 » | Classé MH                                                                            | 1840        | Église Saint-Martin d'Ambierle                                                                            |
| Église Saint-Nizier d'Ambierle                                                                            | Ambierle                           |         | 46° 06′ 15″ nord, 3° 53′ 48″ est |                |                                                                                      |             | Église Saint-Nizier d'Ambierle                                                                            |
| Église Notre-Dame-de-l'Assomption d'Amions                                                                | Amions                             |         | 45° 52′ 39″ nord, 4° 02′ 02″ est |                |                                                                                      |             | Image manquante Téléverser                                                                                |
| Église Sainte-Agathe d'Andrézieux                                                                         | Andrézieux-Bouthéon                |         | 45° 31′ 31″ nord, 4° 15′ 26″ est |                |                                                                                      |             | Image manquante Téléverser                                                                                |
| Église Saint-Laurent de Bouthéon                                                                          | Andrézieux-Bouthéon                |         | 45° 32′ 33″ nord, 4° 15′ 52″ est |                |                                                                                      |             | Église Saint-Laurent de Bouthéon                                                                          |
| Église Saint-Jean-Baptiste d'Apinac                                                                       | Apinac                             |         | 45° 22′ 47″ nord, 3° 59′ 43″ est | « IA42000261 » |                                                                                      |             | Église Saint-Jean-Baptiste d'Apinac                                                                       |
| Église Sainte-Catherine d'Arcinges                                                                        | Arcinges                           |         | 46° 08′ 15″ nord, 4° 16′ 56″ est |                |                                                                                      |             | Église Sainte-Catherine d'Arcinges                                                                        |
| Église Saint-Gilles d'Arcon                                                                               | Arcon                              |         | 46° 00′ 39″ nord, 3° 53′ 11″ est |                |                                                                                      |             | Église Saint-Gilles d'Arcon                                                                               |
| Église Saint-Barthélemy d'Arthun                                                                          | Arthun                             |         | 45° 46′ 22″ nord, 4° 01′ 58″ est | « IA42000666 » |                                                                                      |             | Église Saint-Barthélemy d'Arthun                                                                          |
| Église Saint-Léger d'Aveizieux                                                                            | Aveizieux                          |         | 45° 33′ 55″ nord, 4° 22′ 17″ est |                |                                                                                      |             | Image manquante Téléverser                                                                                |
| Église Saint-Thurin de Balbigny                                                                           | Balbigny                           |         | 45° 49′ 08″ nord, 4° 11′ 03″ est |                |                                                                                      |             | Église Saint-Thurin de Balbigny                                                                           |
| Église Saint-Jean de Bard                                                                                 | Bard                               |         | 45° 35′ 13″ nord, 4° 00′ 37″ est | « PA00117694 » | Inscrit MH                                                                           | 1991        | Image manquante Téléverser                                                                                |
| Église Saint-Ennemond de Bellegarde-en-Forez                                                              | Bellegarde-en-Forez                |         | 45° 38′ 49″ nord, 4° 17′ 44″ est |                |                                                                                      |             | Image manquante Téléverser                                                                                |
| Église de la Nativité-de-Saint-Jean-Baptiste de Belleroche                                                | Belleroche                         |         | 46° 10′ 07″ nord, 4° 24′ 44″ est |                |                                                                                      |             | Image manquante Téléverser                                                                                |
| Église Saint-Christophe de Belmont-de-la-Loire                                                            | Belmont-de-la-Loire                |         | 46° 09′ 55″ nord, 4° 20′ 49″ est |                |                                                                                      |             | Église Saint-Christophe de Belmont-de-la-Loire                                                            |
| Église de la Nativité-de-Saint-Jean-Baptiste de Bessey                                                    | Bessey                             |         | 45° 23′ 09″ nord, 4° 41′ 43″ est |                |                                                                                      |             | Église de la Nativité-de-Saint-Jean-Baptiste de Bessey                                                    |
| Église Saint-Nazaire de Boisset                                                                           | Boisset-Saint-Priest               |         | 45° 30′ 47″ nord, 4° 06′ 14″ est |                |                                                                                      |             | Église Saint-Nazaire de Boisset                                                                           |
| Église Saint-Priest de Saint-Priest (Loire)                                                               | Boisset-Saint-Priest               |         | 45° 30′ 35″ nord, 4° 07′ 48″ est |                |                                                                                      |             | Image manquante Téléverser                                                                                |
| Église Saint-Blaise de Boisset-lès-Montrond                                                               | Boisset-lès-Montrond               |         | 45° 37′ 15″ nord, 4° 12′ 43″ est |                |                                                                                      |             | Église Saint-Blaise de Boisset-lès-Montrond                                                               |
| Église Sainte-Thérèse-de-l'Enfant-Jésus de Bonson                                                         | Bonson                             |         | 45° 31′ 15″ nord, 4° 13′ 06″ est |                |                                                                                      |             | Image manquante Téléverser                                                                                |
| Chapelle Saint Georges d'Argental                                                                         | Bourg-Argental                     |         | 45° 18′ 11″ nord, 4° 32′ 24″ est |                |                                                                                      |             | Chapelle Saint Georges d'Argental                                                                         |
| Église Saint-André de Bourg-Argental                                                                      | Bourg-Argental                     |         | 45° 17′ 47″ nord, 4° 33′ 35″ est | « PA00117430 » | Classé MH Le portail, y compris les colonnes latérales                               | 1840        | Église Saint-André de Bourg-Argental                                                                      |
| Église Saint-Barthélemy de Boyer                                                                          | Boyer                              |         | 46° 12′ 46″ nord, 4° 15′ 16″ est |                |                                                                                      |             | Église Saint-Barthélemy de Boyer                                                                          |
| Église de la Nativité-de-Saint-Jean-Baptiste de Boën-sur-Lignon                                           | Boën-sur-Lignon                    |         | 45° 44′ 42″ nord, 4° 00′ 11″ est | « IA42000648 » |                                                                                      |             | Église de la Nativité-de-Saint-Jean-Baptiste de Boën-sur-Lignon                                           |
| Église Saint-Irénée de Briennon                                                                           | Briennon                           |         | 46° 08′ 54″ nord, 4° 05′ 16″ est | « PA00117431 » | Inscrit MH Clocher, chœur                                                            | 1978        | Église Saint-Irénée de Briennon                                                                           |
| Église Saint-Michel de Bully                                                                              | Bully                              |         | 45° 55′ 41″ nord, 4° 00′ 22″ est |                |                                                                                      |             | Église Saint-Michel de Bully                                                                              |
| Église Saint-Martin de Burdignes                                                                          | Burdignes                          |         | 45° 16′ 13″ nord, 4° 33′ 54″ est |                |                                                                                      |             | Église Saint-Martin de Burdignes                                                                          |
| Église Saint-Barthélemy de Bussières                                                                      | Bussières                          |         | 45° 50′ 13″ nord, 4° 16′ 08″ est |                |                                                                                      |             | Église Saint-Barthélemy de Bussières                                                                      |
| Église Saint-Martin de Bussy-Albieux                                                                      | Bussy-Albieux                      |         | 45° 47′ 40″ nord, 4° 02′ 03″ est | « IA42000660 » |                                                                                      |             | Image manquante Téléverser                                                                                |
| Église Saint-Philibert de Cellieu                                                                         | Cellieu                            |         | 45° 29′ 05″ nord, 4° 32′ 40″ est |                |                                                                                      |             | Image manquante Téléverser                                                                                |
| Église Sainte-Foy de Cervières                                                                            | Cervières                          |         | 45° 50′ 52″ nord, 3° 46′ 20″ est |                |                                                                                      |             | Église Sainte-Foy de Cervières                                                                            |
| Église Saint-Barthélemy de Cezay                                                                          | Cezay                              |         | 45° 48′ 07″ nord, 3° 57′ 48″ est | « IA42000644 » |                                                                                      |             | Image manquante Téléverser                                                                                |
| Église Saint-Cyr-et-Sainte-Julitte de Chagnon                                                             | Chagnon                            |         | 45° 32′ 07″ nord, 4° 33′ 11″ est |                |                                                                                      |             | Image manquante Téléverser                                                                                |
| Église Saint-Didier de Chalain-d'Uzore                                                                    | Chalain-d'Uzore                    |         | 45° 40′ 21″ nord, 4° 04′ 20″ est | « PA00117436 » | Inscrit MH                                                                           | 1964        | Image manquante Téléverser                                                                                |
| Église Saint-Ennemond de Chalain-le-Comtal                                                                | Chalain-le-Comtal                  |         | 45° 38′ 44″ nord, 4° 10′ 11″ est |                |                                                                                      |             | Église Saint-Ennemond de Chalain-le-Comtal                                                                |
| Église Saint-Jean-Baptiste de Chalmazel                                                                   | Chalmazel                          |         | 45° 42′ 13″ nord, 3° 51′ 03″ est | « PA42000053 » | Inscrit MH                                                                           | 2021        | Image manquante Téléverser                                                                                |
| Prieuré du Châtelet                                                                                       | Chambles                           |         | 45° 26′ 32″ nord, 4° 15′ 18″ est | « PA00117440 » | Inscrit MH Chapelle                                                                  | 1945        | Prieuré du Châtelet                                                                                       |
| Église de l'ermitage du Val-Jésus des Camaldules                                                          | Chambles                           |         | 45° 27′ 38″ nord, 4° 15′ 14″ est |                |                                                                                      |             | Image manquante Téléverser                                                                                |
| Église Notre-Dame-de-Grâce de Chambles                                                                    | Chambles                           |         | 45° 27′ 25″ nord, 4° 13′ 04″ est |                |                                                                                      |             | Image manquante Téléverser                                                                                |
| Église Saint-Pierre de Chambles                                                                           | Chambles                           |         | 45° 26′ 29″ nord, 4° 14′ 28″ est |                |                                                                                      |             | Église Saint-Pierre de Chambles                                                                           |
| Église Saint-Étienne de Chambéon                                                                          | Chambéon                           |         | 45° 41′ 51″ nord, 4° 10′ 34″ est |                |                                                                                      |             | Église Saint-Étienne de Chambéon                                                                          |
| Abbatiale de Jourcey                                                                                      | Chambœuf                           |         | 45° 34′ 48″ nord, 4° 17′ 18″ est | « PA00117442 » | Inscrit MH                                                                           | 1950        | Abbatiale de Jourcey                                                                                      |
| Église Sainte-Blandine de Chambœuf                                                                        | Chambœuf                           |         | 45° 34′ 36″ nord, 4° 19′ 14″ est |                |                                                                                      |             | Église Sainte-Blandine de Chambœuf                                                                        |
| Église Saint-Sébastien de Champdieu                                                                       | Champdieu                          |         | 45° 38′ 41″ nord, 4° 02′ 45″ est | « IA42001486 » |                                                                                      |             | Église Saint-Sébastien de Champdieu                                                                       |
| Église Saint-Bonnet de Champoly                                                                           | Champoly                           |         | 45° 51′ 26″ nord, 3° 50′ 08″ est |                |                                                                                      |             | Image manquante Téléverser                                                                                |
| Église Saint-Éloi de Chandon                                                                              | Chandon                            |         | 46° 09′ 00″ nord, 4° 12′ 52″ est |                |                                                                                      |             | Église Saint-Éloi de Chandon                                                                              |
| Église Saint-Joseph de Changy                                                                             | Changy                             |         | 46° 08′ 30″ nord, 3° 53′ 29″ est |                |                                                                                      |             | Église Saint-Joseph de Changy                                                                             |
| Abbaye de Charlieu                                                                                        | Charlieu                           |         | 46° 09′ 28″ nord, 4° 10′ 07″ est | « PA00117448 » | Classé MH L'abbaye                                                                   | 1862        | Abbaye de Charlieu                                                                                        |
| Église Saint-Philibert de Charlieu                                                                        | Charlieu                           |         | 46° 09′ 30″ nord, 4° 10′ 16″ est | « PA00117451 » | Inscrit MH                                                                           | 1930        | Église Saint-Philibert de Charlieu                                                                        |
| Église abbatiale Saint-Fortunat de l'ancien prieuré clunisien Saint-Étienne-et-Saint-Fortunat de Charlieu | Charlieu                           |         | 46° 09′ 28″ nord, 4° 10′ 06″ est |                |                                                                                      |             | Église abbatiale Saint-Fortunat de l'ancien prieuré clunisien Saint-Étienne-et-Saint-Fortunat de Charlieu |
| Église Saint-Georges de Chausseterre                                                                      | Chausseterre                       |         | 45° 53′ 47″ nord, 3° 47′ 05″ est |                |                                                                                      |             | Église Saint-Georges de Chausseterre                                                                      |
| Église Sainte-Agathe de Chavanay                                                                          | Chavanay                           |         | 45° 24′ 50″ nord, 4° 43′ 47″ est |                |                                                                                      |             | Église Sainte-Agathe de Chavanay                                                                          |
| Église Saint-Phillippe de Verlieux                                                                        | Chavanay                           |         | 45° 26′ 01″ nord, 4° 44′ 36″ est |                |                                                                                      |             | Église Saint-Phillippe de Verlieux                                                                        |
| Église Saint-Michel de Chazelles-sur-Lavieu                                                               | Chazelles-sur-Lavieu               |         | 45° 32′ 25″ nord, 4° 00′ 03″ est | « PA00117464 » | Inscrit MH Clocher                                                                   | 1926        | Image manquante Téléverser                                                                                |
| Église Saint-Michel de Chazelles-sur-Lyon                                                                 | Chazelles-sur-Lyon                 |         | 45° 38′ 17″ nord, 4° 23′ 29″ est |                |                                                                                      |             | Image manquante Téléverser                                                                                |
| Église Saint-Symphorien de Chenereilles                                                                   | Chenereilles                       |         | 45° 29′ 06″ nord, 4° 04′ 43″ est |                |                                                                                      |             | Image manquante Téléverser                                                                                |
| Église Sainte-Marie de Cherier                                                                            | Cherier                            |         | 45° 58′ 46″ nord, 3° 55′ 07″ est | « PA00117466 » | Inscrit MH                                                                           | 1978        | Église Sainte-Marie de Cherier                                                                            |
| Église Saint-Barthélemy des Moulins                                                                       | Cherier                            |         | 45° 57′ 54″ nord, 3° 54′ 35″ est |                |                                                                                      |             | Image manquante Téléverser                                                                                |
| Église Saint-Maurice de Chevrières                                                                        | Chevrières                         |         | 45° 35′ 17″ nord, 4° 23′ 58″ est | « PA00117468 » | Inscrit MH                                                                           | 1933        | Église Saint-Maurice de Chevrières                                                                        |
| Église Saint-Barthélemy de Chirassimont                                                                   | Chirassimont                       |         | 45° 54′ 51″ nord, 4° 17′ 09″ est |                |                                                                                      |             | Église Saint-Barthélemy de Chirassimont                                                                   |
| Église Saint-Jean-François-Régis de Chuyer                                                                | Chuyer                             |         | 45° 27′ 26″ nord, 4° 41′ 36″ est |                |                                                                                      |             | Église Saint-Jean-François-Régis de Chuyer                                                                |
| Église de Châtelneuf                                                                                      | Châtelneuf                         |         | 45° 38′ 15″ nord, 3° 58′ 57″ est |                |                                                                                      |             | Église de Châtelneuf                                                                                      |
| Église Saint-Julien de Châtelus                                                                           | Châtelus                           |         | 45° 35′ 49″ nord, 4° 27′ 54″ est |                |                                                                                      |             | Image manquante Téléverser                                                                                |
| Église Saint-Cyprien de Civens                                                                            | Civens                             |         | 45° 46′ 48″ nord, 4° 15′ 10″ est |                |                                                                                      |             | Image manquante Téléverser                                                                                |
| Église de la Nativité-de-Notre-Dame de Cleppé                                                             | Cleppé                             |         | 45° 46′ 09″ nord, 4° 10′ 54″ est |                |                                                                                      |             | Église de la Nativité-de-Notre-Dame de Cleppé                                                             |
| Église Saint-Pierre de Colombier                                                                          | Colombier                          |         | 45° 20′ 16″ nord, 4° 36′ 01″ est |                |                                                                                      |             | Église Saint-Pierre de Colombier                                                                          |
| Église Saint-Étienne de Combre                                                                            | Combre                             |         | 46° 01′ 33″ nord, 4° 15′ 50″ est |                |                                                                                      |             | Église Saint-Étienne de Combre                                                                            |
| Église Saint-Philippe-et-Saint-Jacques de Commelle                                                        | Commelle-Vernay                    |         | 45° 59′ 45″ nord, 4° 04′ 08″ est |                |                                                                                      |             | Église Saint-Philippe-et-Saint-Jacques de Commelle                                                        |
| Église Notre-Dame-des-Mariniers de Vernay                                                                 | Commelle-Vernay                    |         | 46° 00′ 06″ nord, 4° 02′ 43″ est |                |                                                                                      |             | Église Notre-Dame-des-Mariniers de Vernay                                                                 |
| Église Saints-Martin-et-Pancrace de Cordelle                                                              | Cordelle                           |         | 45° 56′ 41″ nord, 4° 03′ 40″ est |                |                                                                                      |             | Église Saints-Martin-et-Pancrace de Cordelle                                                              |
| Église Saint-Roch de Cottance                                                                             | Cottance                           |         | 45° 47′ 37″ nord, 4° 17′ 55″ est |                |                                                                                      |             | Église Saint-Roch de Cottance                                                                             |
| Église Saint-Denis de Coutouvre                                                                           | Coutouvre                          |         | 46° 04′ 27″ nord, 4° 12′ 37″ est |                |                                                                                      |             | Église Saint-Denis de Coutouvre                                                                           |
| Église Saint-Léger de Craintilleux                                                                        | Craintilleux                       |         | 45° 34′ 59″ nord, 4° 14′ 06″ est |                |                                                                                      |             | Église Saint-Léger de Craintilleux                                                                        |
| Église Saint-Martin de Cremeaux                                                                           | Cremeaux                           |         | 45° 54′ 27″ nord, 3° 55′ 41″ est | « PA00117474 » | Inscrit MH Clocher-porche                                                            | 1980        | Image manquante Téléverser                                                                                |
| Église Saint-Étienne de Croizet-sur-Gand                                                                  | Croizet-sur-Gand                   |         | 45° 54′ 58″ nord, 4° 13′ 49″ est |                |                                                                                      |             | Image manquante Téléverser                                                                                |
| Église Sainte-Madeleine de Cuinzier                                                                       | Cuinzier                           |         | 46° 07′ 38″ nord, 4° 16′ 01″ est |                |                                                                                      |             | Église Sainte-Madeleine de Cuinzier                                                                       |
| Église Saint-Martin de Cuzieu                                                                             | Cuzieu                             |         | 45° 36′ 34″ nord, 4° 15′ 40″ est |                |                                                                                      |             | Église Saint-Martin de Cuzieu                                                                             |
| Église du Martyre-de-Saint-Jean-Baptiste de Dancé                                                         | Dancé                              |         | 45° 54′ 07″ nord, 4° 01′ 33″ est |                |                                                                                      |             | Église du Martyre-de-Saint-Jean-Baptiste de Dancé                                                         |
| Église de l'Assomption-de-la-Vierge de Dargoire                                                           | Dargoire                           |         | 45° 33′ 39″ nord, 4° 40′ 00″ est |                |                                                                                      |             | Église de l'Assomption-de-la-Vierge de Dargoire                                                           |
| Église Saint-Just de Saint-Just (Loire)                                                                   | Doizieux                           |         | 45° 26′ 15″ nord, 4° 34′ 46″ est |                |                                                                                      |             | Image manquante Téléverser                                                                                |
| Église Saint-Laurent de Doizieux                                                                          | Doizieux                           |         | 45° 25′ 38″ nord, 4° 35′ 07″ est |                |                                                                                      |             | Image manquante Téléverser                                                                                |
| Église de l'Invention-des-Reliques-de-Saint-Étienne d'Essertines-en-Châtelneuf                            | Essertines-en-Châtelneuf           |         | 45° 37′ 08″ nord, 3° 59′ 49″ est | « IA42001482 » |                                                                                      |             | Église de l'Invention-des-Reliques-de-Saint-Étienne d'Essertines-en-Châtelneuf                            |
| Église Saint-Denis d'Essertines-en-Donzy                                                                  | Essertines-en-Donzy                |         | 45° 45′ 15″ nord, 4° 20′ 42″ est |                |                                                                                      |             | Église Saint-Denis d'Essertines-en-Donzy                                                                  |
| Église Saint-Pierre-aux-Liens d'Estivareilles                                                             | Estivareilles                      |         | 45° 24′ 59″ nord, 4° 00′ 33″ est | « IA42000256 » |                                                                                      |             | Église Saint-Pierre-aux-Liens d'Estivareilles                                                             |
| Église Saint-Eucher de Farnay                                                                             | Farnay                             |         | 45° 29′ 35″ nord, 4° 35′ 52″ est |                |                                                                                      |             | Image manquante Téléverser                                                                                |
| Église Saint-Pierre de Firminy                                                                            | Firminy                            |         | 45° 23′ 01″ nord, 4° 17′ 11″ est | « PA42000001 » | Classé MH                                                                            | 2012        | Église Saint-Pierre de Firminy                                                                            |
| Église Saint-Firmin de Firminy                                                                            | Firminy                            |         | 45° 23′ 17″ nord, 4° 17′ 16″ est |                |                                                                                      |             | Église Saint-Firmin de Firminy                                                                            |
| Église de la Présentation-de-la-Vierge de Firminy                                                         | Firminy                            |         | 45° 23′ 32″ nord, 4° 17′ 32″ est |                |                                                                                      |             | Image manquante Téléverser                                                                                |
| Église Saint-Jean-Baptiste de Chazeau                                                                     | Firminy                            |         | 45° 22′ 18″ nord, 4° 16′ 40″ est |                |                                                                                      |             | Image manquante Téléverser                                                                                |
| Église Saint-Pierre-et-Saint-Paul de Fontanès                                                             | Fontanès                           |         | 45° 32′ 43″ nord, 4° 26′ 09″ est |                |                                                                                      |             | Image manquante Téléverser                                                                                |
| Église Saint-Michel de Fourneaux                                                                          | Fourneaux                          |         | 45° 57′ 23″ nord, 4° 13′ 10″ est |                |                                                                                      |             | Image manquante Téléverser                                                                                |
| Église Saint-François-Régis de Fraisses                                                                   | Fraisses                           |         | 45° 23′ 19″ nord, 4° 15′ 59″ est |                |                                                                                      |             | Image manquante Téléverser                                                                                |
| Église Saint-François-d'Assise de la Cula                                                                 | Genilac                            |         | 45° 32′ 28″ nord, 4° 33′ 57″ est |                |                                                                                      |             | Image manquante Téléverser                                                                                |
| Église Saint-Genis de Genilac                                                                             | Genilac                            |         | 45° 31′ 52″ nord, 4° 34′ 52″ est |                |                                                                                      |             | Église Saint-Genis de Genilac                                                                             |
| Église Saint-Abdon-et-Saint-Sennen de Graix                                                               | Graix                              |         | 45° 20′ 51″ nord, 4° 34′ 07″ est |                |                                                                                      |             | Église Saint-Abdon-et-Saint-Sennen de Graix                                                               |
| Église Saint-Pierre de Grammond                                                                           | Grammond                           |         | 45° 33′ 56″ nord, 4° 26′ 27″ est |                |                                                                                      |             | Église Saint-Pierre de Grammond                                                                           |
| Église Sainte-Catherine de Grézieux-le-Fromental                                                          | Grézieux-le-Fromental              |         | 45° 37′ 08″ nord, 4° 09′ 07″ est |                |                                                                                      |             | Église Sainte-Catherine de Grézieux-le-Fromental                                                          |
| Église Notre-Dame-de-l'Assomption de Grézolles                                                            | Grézolles                          |         | 45° 51′ 48″ nord, 3° 57′ 04″ est |                |                                                                                      |             | Église Notre-Dame-de-l'Assomption de Grézolles                                                            |
| Église Saint-Barthélemy de Gumières                                                                       | Gumières                           |         | 45° 31′ 50″ nord, 3° 59′ 18″ est |                |                                                                                      |             | Église Saint-Barthélemy de Gumières                                                                       |
| Église Saint-Pierre-aux-Liens de Jarnosse                                                                 | Jarnosse                           |         | 46° 06′ 34″ nord, 4° 13′ 55″ est |                |                                                                                      |             | Image manquante Téléverser                                                                                |
| Église Saint-Outrille de Jas                                                                              | Jas                                |         | 45° 44′ 44″ nord, 4° 18′ 36″ est |                |                                                                                      |             | Église Saint-Outrille de Jas                                                                              |
| Église Notre-Dame-de-l'Assomption de Jeansagnière                                                         | Jeansagnière                       |         | 45° 43′ 57″ nord, 3° 50′ 11″ est |                |                                                                                      |             | Image manquante Téléverser                                                                                |
| Église Saint-Romain de Jonzieux                                                                           | Jonzieux                           |         | 45° 18′ 51″ nord, 4° 21′ 38″ est |                |                                                                                      |             | Église Saint-Romain de Jonzieux                                                                           |
| Église Saint-Barthélemy de Juré                                                                           | Juré                               |         | 45° 53′ 01″ nord, 3° 53′ 30″ est |                |                                                                                      |             | Église Saint-Barthélemy de Juré                                                                           |
| Église Saint-Nicolas de L'Horme                                                                           | L'Horme                            |         | 45° 29′ 08″ nord, 4° 32′ 41″ est |                |                                                                                      |             | Image manquante Téléverser                                                                                |
| Église Saint-Laurent de L'Hôpital-le-Grand                                                                | L'Hôpital-le-Grand                 |         | 45° 35′ 37″ nord, 4° 11′ 52″ est | « IA42001382 » |                                                                                      |             | Image manquante Téléverser                                                                                |
| Église Notre-Dame de L'Hôpital-sous-Rochefort                                                             | L'Hôpital-sous-Rochefort           |         | 45° 46′ 26″ nord, 3° 56′ 02″ est | « PA00117497 » | Classé MH                                                                            | 1938        | Église Notre-Dame de L'Hôpital-sous-Rochefort                                                             |
| Église Saint-Roch de L'Étrat                                                                              | L'Étrat                            |         | 45° 29′ 07″ nord, 4° 22′ 42″ est |                |                                                                                      |             | Image manquante Téléverser                                                                                |
| Abbatiale Saint-Bernard de La Bénisson-Dieu                                                               | La Bénisson-Dieu                   |         | 46° 09′ 04″ nord, 4° 02′ 42″ est | « PA00117427 » | Classé MH                                                                            | 1840        | Abbatiale Saint-Bernard de La Bénisson-Dieu                                                               |
| Église Sainte-Madeleine de La Chamba                                                                      | La Chamba                          |         | 45° 45′ 21″ nord, 3° 45′ 27″ est |                |                                                                                      |             | Image manquante Téléverser                                                                                |
| Église Saint-Roch de La Chambonie                                                                         | La Chambonie                       |         | 45° 44′ 49″ nord, 3° 44′ 53″ est |                |                                                                                      |             | Église Saint-Roch de La Chambonie                                                                         |
| Église Saint-Joseph de La Chapelle-Villars                                                                | La Chapelle-Villars                |         | 45° 28′ 22″ nord, 4° 43′ 01″ est |                |                                                                                      |             | Image manquante Téléverser                                                                                |
| Église de la Nativité-de-Notre-Dame de La Chapelle-en-Lafaye                                              | La Chapelle-en-Lafaye              |         | 45° 27′ 46″ nord, 3° 59′ 20″ est |                |                                                                                      |             | Église de la Nativité-de-Notre-Dame de La Chapelle-en-Lafaye                                              |
| Église Saint-Martin de La Fouillouse                                                                      | La Fouillouse                      |         | 45° 30′ 04″ nord, 4° 18′ 56″ est |                |                                                                                      |             | Église Saint-Martin de La Fouillouse                                                                      |
| Église Saint-Joseph de La Gimond                                                                          | La Gimond                          |         | 45° 33′ 27″ nord, 4° 24′ 37″ est |                |                                                                                      |             | Église Saint-Joseph de La Gimond                                                                          |
| Église de l'Immaculée-Conception de La Grand-Croix                                                        | La Grand-Croix                     |         | 45° 30′ 14″ nord, 4° 34′ 07″ est |                |                                                                                      |             | Image manquante Téléverser                                                                                |
| Église Notre-Dame-de-l'Assomption de La Gresle                                                            | La Gresle                          |         | 46° 04′ 33″ nord, 4° 16′ 56″ est |                |                                                                                      |             | Église Notre-Dame-de-l'Assomption de La Gresle                                                            |
| Église de l'Assomption de La Pacaudière                                                                   | La Pacaudière                      |         | 46° 10′ 32″ nord, 3° 52′ 00″ est |                |                                                                                      |             | Image manquante Téléverser                                                                                |
| Église Notre-Dame de La Ricamarie                                                                         | La Ricamarie                       |         | 45° 23′ 57″ nord, 4° 22′ 22″ est |                |                                                                                      |             | Image manquante Téléverser                                                                                |
| Église Notre-Dame-Auxiliatrice de La Talaudière                                                           | La Talaudière                      |         | 45° 28′ 45″ nord, 4° 25′ 46″ est |                |                                                                                      |             | Image manquante Téléverser                                                                                |
| Église de l'Immaculée-Conception de La Terrasse-sur-Dorlay                                                | La Terrasse-sur-Dorlay             |         | 45° 28′ 56″ nord, 4° 34′ 26″ est |                |                                                                                      |             | Image manquante Téléverser                                                                                |
| Église Saint-Georges de La Tour-en-Jarez                                                                  | La Tour-en-Jarez                   |         | 45° 29′ 07″ nord, 4° 23′ 20″ est |                |                                                                                      |             | Église Saint-Georges de La Tour-en-Jarez                                                                  |
| Église de la Nativité-de-Saint-Jean-Baptiste de La Tourette                                               | La Tourette                        |         | 45° 24′ 52″ nord, 4° 05′ 02″ est | « PA00117673 » | Inscrit MH                                                                           | 1978        | Église de la Nativité-de-Saint-Jean-Baptiste de La Tourette                                               |
| Église de l'Immaculée-Conception de La Tuilière                                                           | La Tuilière                        |         | 45° 56′ 44″ nord, 3° 48′ 04″ est |                |                                                                                      |             | Église de l'Immaculée-Conception de La Tuilière                                                           |
| Église Saint-Andéol-et-Sainte-Agathe de La Valla-en-Gier                                                  | La Valla-en-Gier                   |         | 45° 24′ 57″ nord, 4° 30′ 57″ est |                |                                                                                      |             | Église Saint-Andéol-et-Sainte-Agathe de La Valla-en-Gier                                                  |
| Église de la Nativité-de-Notre-Dame de La Valla-sur-Rochefort                                             | La Valla-sur-Rochefort             |         | 45° 45′ 33″ nord, 3° 51′ 08″ est |                |                                                                                      |             | Image manquante Téléverser                                                                                |
| Église Notre-Dame-et-Saint-Didier de La Versanne                                                          | La Versanne                        |         | 45° 19′ 05″ nord, 4° 31′ 35″ est |                |                                                                                      |             | Église Notre-Dame-et-Saint-Didier de La Versanne                                                          |
| Église Saint-Jacques-le-Majeur de Lavieu                                                                  | Lavieu                             |         | 45° 32′ 25″ nord, 4° 02′ 12″ est |                |                                                                                      |             | Image manquante Téléverser                                                                                |
| Église Saint-Clair-et-Saint-Héand de Lay                                                                  | Lay                                |         | 45° 57′ 24″ nord, 4° 13′ 09″ est | « PA00117696 » | Inscrit MH                                                                           | 1991        | Église Saint-Clair-et-Saint-Héand de Lay                                                                  |
| Église Saint-Claude du Bessat                                                                             | Le Bessat                          |         | 45° 22′ 06″ nord, 4° 31′ 01″ est |                |                                                                                      |             | Église Saint-Claude du Bessat                                                                             |
| Église de la Conversion-de-Saint-Paul du Cergne                                                           | Le Cergne                          |         | 46° 07′ 19″ nord, 4° 18′ 23″ est |                |                                                                                      |             | Église de la Conversion-de-Saint-Paul du Cergne                                                           |
| Église du Bon-Pasteur de la Romière                                                                       | Le Chambon-Feugerolles             |         | 45° 23′ 28″ nord, 4° 19′ 21″ est |                |                                                                                      |             | Image manquante Téléverser                                                                                |
| Église du Christ-Roi de Gaffard                                                                           | Le Chambon-Feugerolles             |         | 45° 23′ 04″ nord, 4° 18′ 22″ est |                |                                                                                      |             | Image manquante Téléverser                                                                                |
| Église Notre-Dame de Cotatay                                                                              | Le Chambon-Feugerolles             |         | 45° 23′ 55″ nord, 4° 20′ 58″ est |                |                                                                                      |             | Image manquante Téléverser                                                                                |
| Église Saint-Clément du Chambon-Feugerolles                                                               | Le Chambon-Feugerolles             |         | 45° 23′ 50″ nord, 4° 19′ 34″ est |                |                                                                                      |             | Église Saint-Clément du Chambon-Feugerolles                                                               |
| Église Saint-Marc du Coteau                                                                               | Le Coteau                          |         | 46° 01′ 45″ nord, 4° 05′ 09″ est |                |                                                                                      |             | Église Saint-Marc du Coteau                                                                               |
| Église de la Nativité-de-Jean-Baptiste du Crozet                                                          | Le Crozet                          |         | 46° 10′ 15″ nord, 3° 51′ 23″ est |                |                                                                                      |             | Église de la Nativité-de-Jean-Baptiste du Crozet                                                          |
| Église dite la Vieille-église du Crozet                                                                   | Le Crozet                          |         | 46° 10′ 14″ nord, 3° 51′ 18″ est |                |                                                                                      |             | Image manquante Téléverser                                                                                |
| Église de l'Assomption-de-la-Vierge de Leigneux                                                           | Leigneux                           |         | 45° 45′ 04″ nord, 3° 58′ 36″ est | « IA42000678 » |                                                                                      |             | Église de l'Assomption-de-la-Vierge de Leigneux                                                           |
| Église Notre-Dame-de-l'Assomption de Lentigny                                                             | Lentigny                           |         | 45° 59′ 50″ nord, 3° 58′ 51″ est |                |                                                                                      |             | Image manquante Téléverser                                                                                |
| Église de la Visitation des Noës                                                                          | Les Noës                           |         | 46° 02′ 29″ nord, 3° 51′ 10″ est |                |                                                                                      |             | Image manquante Téléverser                                                                                |
| Église Saint-Pierre des Salles                                                                            | Les Salles                         |         | 45° 50′ 51″ nord, 3° 47′ 38″ est |                |                                                                                      |             | Église Saint-Pierre des Salles                                                                            |
| Église Notre-Dame de Lorette (Loire)                                                                      | Lorette                            |         | 45° 30′ 46″ nord, 4° 34′ 53″ est |                |                                                                                      |             | Image manquante Téléverser                                                                                |
| Église Sainte-Blandine de Lupé                                                                            | Lupé                               |         | 45° 22′ 26″ nord, 4° 42′ 27″ est |                |                                                                                      |             | Église Sainte-Blandine de Lupé                                                                            |
| Église Saint-Irénée de Luriecq                                                                            | Luriecq                            |         | 45° 27′ 06″ nord, 4° 04′ 49″ est | « PA00117502 » | Classé MH                                                                            | 1973        | Église Saint-Irénée de Luriecq                                                                            |
| Église Sainte-Anne de Luré                                                                                | Luré                               |         | 45° 52′ 53″ nord, 3° 56′ 13″ est |                |                                                                                      |             | Image manquante Téléverser                                                                                |
| Église Saint-Jacques-le-Majeur de Lérigneux                                                               | Lérigneux                          |         | 45° 36′ 07″ nord, 3° 57′ 54″ est | « IA42001485 » |                                                                                      |             | Église Saint-Jacques-le-Majeur de Lérigneux                                                               |
| Ancienne Église Saint-Martin de Lézigneux                                                                 | Lézigneux                          |         | 45° 34′ 01″ nord, 4° 03′ 37″ est | « PA00117499 » | Inscrit MH                                                                           | 1947        | Image manquante Téléverser                                                                                |
| Nouvelle Église Saint-Martin de Lézigneux                                                                 | Lézigneux                          |         | 45° 34′ 02″ nord, 4° 03′ 41″ est | « IA42001312 » |                                                                                      |             | Image manquante Téléverser                                                                                |
| Église du Sacré-Cœur de l'Arsenal                                                                         | Mably                              |         | 46° 03′ 46″ nord, 4° 04′ 25″ est |                |                                                                                      |             | Image manquante Téléverser                                                                                |
| Église Saint-Barthélemy de Mably                                                                          | Mably                              |         | 46° 05′ 14″ nord, 4° 03′ 53″ est |                |                                                                                      |             | Église Saint-Barthélemy de Mably                                                                          |
| Église Saint-Jean-Baptiste de Machézal                                                                    | Machézal                           |         | 45° 55′ 18″ nord, 4° 18′ 12″ est |                |                                                                                      |             | Église Saint-Jean-Baptiste de Machézal                                                                    |
| Église Saint-Clair-et-Saint-Héand de Maclas                                                               | Maclas                             |         | 45° 21′ 46″ nord, 4° 41′ 09″ est |                |                                                                                      |             | Église Saint-Clair-et-Saint-Héand de Maclas                                                               |
| Église Saint-Martin de Magneux-Haute-Rive                                                                 | Magneux-Haute-Rive                 |         | 45° 40′ 08″ nord, 4° 10′ 20″ est |                |                                                                                      |             | Église Saint-Martin de Magneux-Haute-Rive                                                                 |
| Église de l'Assomption de Maizilly                                                                        | Maizilly                           |         | 46° 10′ 43″ nord, 4° 14′ 46″ est |                |                                                                                      |             | Église de l'Assomption de Maizilly                                                                        |
| Église Notre-Dame-de-Pitié de Malleval                                                                    | Malleval                           |         | 45° 23′ 01″ nord, 4° 43′ 36″ est |                |                                                                                      |             | Église Notre-Dame-de-Pitié de Malleval                                                                    |
| Église de Marcenod                                                                                        | Marcenod                           |         | 45° 34′ 19″ nord, 4° 28′ 57″ est |                |                                                                                      |             | Église de Marcenod                                                                                        |
| Église Saint-Cyr de Marcilly-le-Châtel                                                                    | Marcilly-le-Châtel                 |         | 45° 41′ 47″ nord, 4° 01′ 38″ est | « PA00117697 » | Inscrit MH                                                                           | 1991        | Église Saint-Cyr de Marcilly-le-Châtel                                                                    |
| Église Saint-Martin de Marclopt                                                                           | Marclopt                           |         | 45° 39′ 50″ nord, 4° 12′ 33″ est |                |                                                                                      |             | Église Saint-Martin de Marclopt                                                                           |
| Église Saint-Christophe de Marcoux                                                                        | Marcoux                            |         | 45° 42′ 42″ nord, 4° 00′ 48″ est | « IA42000656 » |                                                                                      |             | Image manquante Téléverser                                                                                |
| Église Saint-Victor de Margerie-Chantagret                                                                | Margerie-Chantagret                |         | 45° 31′ 28″ nord, 4° 04′ 00″ est |                |                                                                                      |             | Église Saint-Victor de Margerie-Chantagret                                                                |
| Église Saint-Laurent de Maringes                                                                          | Maringes                           |         | 45° 39′ 41″ nord, 4° 21′ 05″ est |                |                                                                                      |             | Image manquante Téléverser                                                                                |
| Église Saint-Saturnin de Marlhes                                                                          | Marlhes                            |         | 45° 16′ 59″ nord, 4° 23′ 43″ est |                |                                                                                      |             | Église Saint-Saturnin de Marlhes                                                                          |
| Église Saint-Pierre de Marols                                                                             | Marols                             |         | 45° 28′ 42″ nord, 4° 02′ 42″ est | « PA00117506 » | Classé MH Église à l'exception de l'étage moderne qui couronne le clocher occidental | 1911        | Église Saint-Pierre de Marols                                                                             |
| Église Saint-Corneille de Mars                                                                            | Mars                               |         | 46° 09′ 08″ nord, 4° 14′ 48″ est |                |                                                                                      |             | Église Saint-Corneille de Mars                                                                            |
| Église de la Nativité-de-Notre-Dame de Merle                                                              | Merle-Leignec                      |         | 45° 23′ 45″ nord, 4° 01′ 31″ est | « PA00117511 » | Inscrit MH                                                                           | 1978        | Image manquante Téléverser                                                                                |
| Église de l'Immaculée-Conception de Leignec                                                               | Merle-Leignec                      |         | 45° 22′ 27″ nord, 4° 01′ 00″ est | « PA00117512 » | Inscrit MH Clocher                                                                   | 1937        | Église de l'Immaculée-Conception de Leignec                                                               |
| Église Saint-Fortunat de Mizérieux                                                                        | Mizérieux                          |         | 45° 47′ 43″ nord, 4° 09′ 56″ est |                |                                                                                      |             | Église Saint-Fortunat de Mizérieux                                                                        |
| Église Saint-Sulpice de Montagny                                                                          | Montagny                           |         | 46° 01′ 55″ nord, 4° 14′ 03″ est |                |                                                                                      |             | Église Saint-Sulpice de Montagny                                                                          |
| Église de l'Assomption-de-la-Vierge de Montarcher                                                         | Montarcher                         |         | 45° 27′ 31″ nord, 3° 59′ 43″ est | « PA00117514 » | Classé MH                                                                            | 1938        | Église de l'Assomption-de-la-Vierge de Montarcher                                                         |
| Collégiale Notre-Dame-d'Espérance de Montbrison                                                           | Montbrison                         |         | 45° 36′ 20″ nord, 4° 03′ 57″ est | « PA00117523 » | Classé MH                                                                            | 1840        | Collégiale Notre-Dame-d'Espérance de Montbrison                                                           |
| Église Saint-Julien-d'Antioche de Moingt                                                                  | Montbrison                         |         | 45° 35′ 34″ nord, 4° 04′ 31″ est | « PA00117522 » | Inscrit MH                                                                           | 1949        | Église Saint-Julien-d'Antioche de Moingt                                                                  |
| Église Saint-Pierre de Montbrison                                                                         | Montbrison                         |         | 45° 36′ 33″ nord, 4° 03′ 54″ est | « IA42001401 » |                                                                                      |             | Église Saint-Pierre de Montbrison                                                                         |
| Église Saint-Cyr de Montchal                                                                              | Montchal                           |         | 45° 49′ 31″ nord, 4° 18′ 50″ est |                |                                                                                      |             | Église Saint-Cyr de Montchal                                                                              |
| Église Saint-Pierre de Meylieu                                                                            | Montrond-les-Bains                 |         | 45° 37′ 29″ nord, 4° 14′ 39″ est |                |                                                                                      |             | Église Saint-Pierre de Meylieu                                                                            |
| Église Saint-Roch de Montrond-les-Bains                                                                   | Montrond-les-Bains                 |         | 45° 38′ 39″ nord, 4° 13′ 53″ est |                |                                                                                      |             | Église Saint-Roch de Montrond-les-Bains                                                                   |
| Église Saint-Porchaire de Montverdun                                                                      | Montverdun                         |         | 45° 43′ 04″ nord, 4° 03′ 58″ est | « PA00117533 » | Classé MH                                                                            | 1981        | Église Saint-Porchaire de Montverdun                                                                      |
| Église Saint-Isidore-et-Saint-Roch de Mornand-en-Forez                                                    | Mornand-en-Forez                   |         | 45° 40′ 49″ nord, 4° 07′ 33″ est |                |                                                                                      |             | Église Saint-Isidore-et-Saint-Roch de Mornand-en-Forez                                                    |
| Église Saint-Martin de Nandax                                                                             | Nandax                             |         | 46° 05′ 55″ nord, 4° 10′ 10″ est |                |                                                                                      |             | Église Saint-Martin de Nandax                                                                             |
| Église Sainte-Marguerite de Neaux                                                                         | Neaux                              |         | 45° 57′ 46″ nord, 4° 10′ 54″ est |                |                                                                                      |             | Église Sainte-Marguerite de Neaux                                                                         |
| Église Saint-Martin de Nervieux                                                                           | Nervieux                           |         | 45° 48′ 22″ nord, 4° 09′ 22″ est |                |                                                                                      |             | Église Saint-Martin de Nervieux                                                                           |
| Église Saint-Jean-Baptiste de Neulise                                                                     | Neulise                            |         | 45° 53′ 58″ nord, 4° 10′ 43″ est |                |                                                                                      |             | Église Saint-Jean-Baptiste de Neulise                                                                     |
| Église Saint-Pierre de Noailly                                                                            | Noailly                            |         | 46° 08′ 07″ nord, 4° 00′ 44″ est |                |                                                                                      |             | Église Saint-Pierre de Noailly                                                                            |
| Église Notre-Dame de l'Hermitage                                                                          | Noirétable                         |         | 45° 47′ 30″ nord, 3° 43′ 03″ est |                |                                                                                      |             | Église Notre-Dame de l'Hermitage                                                                          |
| Église de l'Assomption-de-la-Vierge de Noirétable                                                         | Noirétable                         |         | 45° 49′ 02″ nord, 3° 46′ 02″ est |                |                                                                                      |             | Église de l'Assomption-de-la-Vierge de Noirétable                                                         |
| Église Saint-Thomas de Nollieux                                                                           | Nollieux                           |         | 45° 49′ 02″ nord, 3° 59′ 52″ est |                |                                                                                      |             | Église Saint-Thomas de Nollieux                                                                           |
| Église Notre-Dame-de-l'Assomption de Notre-Dame-de-Boisset                                                | Notre-Dame-de-Boisset              |         | 45° 59′ 39″ nord, 4° 07′ 46″ est |                |                                                                                      |             | Image manquante Téléverser                                                                                |
| Église de la Nativité-de-Saint-Jean-Baptiste de Néronde                                                   | Néronde                            |         | 45° 50′ 20″ nord, 4° 14′ 10″ est |                |                                                                                      |             | Église de la Nativité-de-Saint-Jean-Baptiste de Néronde                                                   |
| Église Saint-Georges d'Ouches                                                                             | Ouches                             |         | 46° 01′ 01″ nord, 3° 59′ 19″ est |                |                                                                                      |             | Image manquante Téléverser                                                                                |
| Église Saint-Pierre de Palogneux                                                                          | Palogneux                          |         | 45° 44′ 32″ nord, 3° 55′ 14″ est | « PA00117698 » | Inscrit MH                                                                           | 1991        | Église Saint-Pierre de Palogneux                                                                          |
| Église de la Nativité-de-Saint-Jean-Baptiste de Panissières                                               | Panissières                        |         | 45° 47′ 37″ nord, 4° 20′ 20″ est |                |                                                                                      |             | Église de la Nativité-de-Saint-Jean-Baptiste de Panissières                                               |
| Église Sainte-Madeleine de Parigny                                                                        | Parigny                            |         | 45° 59′ 26″ nord, 4° 05′ 53″ est |                |                                                                                      |             | Image manquante Téléverser                                                                                |
| Église Saint-Clair de Pavezin                                                                             | Pavezin                            |         | 45° 27′ 59″ nord, 4° 40′ 14″ est |                |                                                                                      |             | Église Saint-Clair de Pavezin                                                                             |
| Église Saint-Bonnet de Perreux                                                                            | Perreux                            |         | 46° 02′ 19″ nord, 4° 07′ 18″ est | « PA00117543 » | Inscrit MH Deux chapelles gothiques situées dans le bas-côté Nord                    | 1949        | Église Saint-Bonnet de Perreux                                                                            |
| Église Saint-Roch de Pinay                                                                                | Pinay                              |         | 45° 52′ 26″ nord, 4° 08′ 14″ est |                |                                                                                      |             | Église Saint-Roch de Pinay                                                                                |
| Église Saint-Étienne de Planfoy                                                                           | Planfoy                            |         | 45° 22′ 59″ nord, 4° 26′ 27″ est |                |                                                                                      |             | Église Saint-Étienne de Planfoy                                                                           |
| Église Saint-Julien de Pommiers-en-Forez                                                                  | Pommiers-en-Forez                  |         | 45° 49′ 45″ nord, 4° 03′ 51″ est | « PA00117544 » | Inscrit MH                                                                           | 1970        | Église Saint-Julien de Pommiers-en-Forez                                                                  |
| Église Saint-Laurent de Poncins                                                                           | Poncins                            |         | 45° 43′ 41″ nord, 4° 09′ 46″ est |                |                                                                                      |             | Église Saint-Laurent de Poncins                                                                           |
| Église de la Conversion-de-Saint-Paul de Pouilly-les-Nonains                                              | Pouilly-les-Nonains                |         | 46° 02′ 15″ nord, 3° 58′ 51″ est | « PA00117554 » | Inscrit MH                                                                           | 1949        | Église de la Conversion-de-Saint-Paul de Pouilly-les-Nonains                                              |
| Église Saint-Martin de Saint-Martin-de-Boisy                                                              | Pouilly-les-Nonains                |         | 46° 03′ 30″ nord, 3° 58′ 27″ est |                |                                                                                      |             | Image manquante Téléverser                                                                                |
| Collégiale Saint-Pierre de Pouilly-lès-Feurs                                                              | Pouilly-lès-Feurs                  |         | 45° 47′ 54″ nord, 4° 13′ 53″ est | « PA00117551 » | Classé MH                                                                            | 1911        | Collégiale Saint-Pierre de Pouilly-lès-Feurs                                                              |
| Église Saint-Pierre de Pouilly-sous-Charlieu                                                              | Pouilly-sous-Charlieu              |         | 46° 08′ 38″ nord, 4° 06′ 30″ est |                |                                                                                      |             | Église Saint-Pierre de Pouilly-sous-Charlieu                                                              |
| Église Saint-Pierre-et-Saint-Claude de Pradines                                                           | Pradines                           |         | 45° 59′ 55″ nord, 4° 10′ 38″ est |                |                                                                                      |             | Église Saint-Pierre-et-Saint-Claude de Pradines                                                           |
| Église Saint-Romain de Pralong                                                                            | Pralong                            |         | 45° 39′ 57″ nord, 4° 01′ 51″ est | « IA42000643 » |                                                                                      |             | Église Saint-Romain de Pralong                                                                            |
| Église Saint-Symphorien de Précieux                                                                       | Précieux                           |         | 45° 35′ 10″ nord, 4° 09′ 01″ est | « PA00117557 » | Inscrit MH Chœur et clocher-portail de la façade occidentale                         | 1963        | Église Saint-Symphorien de Précieux                                                                       |
| Église de la Nativité-de-Saint-Jean-Baptiste de Pélussin                                                  | Pélussin                           |         | 45° 25′ 05″ nord, 4° 40′ 34″ est |                |                                                                                      |             | Église de la Nativité-de-Saint-Jean-Baptiste de Pélussin                                                  |
| Église Notre-Dame de Pélussin                                                                             | Pélussin                           |         | 45° 25′ 05″ nord, 4° 40′ 58″ est |                |                                                                                      |             | Église Notre-Dame de Pélussin                                                                             |
| Église Saint-Jean-Baptiste de Périgneux                                                                   | Périgneux                          |         | 45° 26′ 33″ nord, 4° 09′ 18″ est | « PA00117541 » | Inscrit MH                                                                           | 1949        | Église Saint-Jean-Baptiste de Périgneux                                                                   |
| Église Saint-Pierre de Renaison                                                                           | Renaison                           |         | 46° 03′ 02″ nord, 3° 55′ 26″ est |                |                                                                                      |             | Église Saint-Pierre de Renaison                                                                           |
| Église Saint-Martin de Riorges                                                                            | Riorges                            |         | 46° 02′ 19″ nord, 4° 02′ 03″ est |                |                                                                                      |             | Église Saint-Martin de Riorges                                                                            |
| Église Sainte-Anne de Rivas                                                                               | Rivas                              |         | 45° 35′ 09″ nord, 4° 14′ 52″ est |                |                                                                                      |             | Église Sainte-Anne de Rivas                                                                               |
| Église Notre-Dame de Rive-de-Gier                                                                         | Rive-de-Gier                       |         | 45° 31′ 41″ nord, 4° 36′ 59″ est | « PA00117559 » | Inscrit MH                                                                           | 1981        | Église Notre-Dame de Rive-de-Gier                                                                         |
| Église Saint-Jean-Baptiste de Rive-de-Gier                                                                | Rive-de-Gier                       |         | 45° 31′ 58″ nord, 4° 37′ 34″ est |                |                                                                                      |             | Église Saint-Jean-Baptiste de Rive-de-Gier                                                                |
| Église Saint-Antoine de Mâtel                                                                             | Roanne                             |         | 46° 03′ 24″ nord, 4° 05′ 28″ est |                |                                                                                      |             | Image manquante Téléverser                                                                                |
| Église Sainte-Anne de Roanne                                                                              | Roanne                             |         | 46° 02′ 21″ nord, 4° 04′ 19″ est |                |                                                                                      |             | Image manquante Téléverser                                                                                |
| Église Saint-Étienne de Roanne                                                                            | Roanne                             |         | 46° 02′ 25″ nord, 4° 04′ 14″ est |                |                                                                                      |             | Église Saint-Étienne de Roanne                                                                            |
| Église Notre-Dame-de-Lourdes de Roanne                                                                    | Roanne                             |         | 46° 01′ 30″ nord, 4° 03′ 18″ est |                |                                                                                      |             | Image manquante Téléverser                                                                                |
| Église Notre-Dame-des-Victoires de Roanne                                                                 | Roanne                             |         | 46° 02′ 06″ nord, 4° 04′ 35″ est |                |                                                                                      |             | Église Notre-Dame-des-Victoires de Roanne                                                                 |
| Église Saint-Louis de Roanne                                                                              | Roanne                             |         | 46° 01′ 53″ nord, 4° 04′ 04″ est |                |                                                                                      |             | Église Saint-Louis de Roanne                                                                              |
| Église Saint-Martin de Roche (Loire)                                                                      | Roche                              |         | 45° 36′ 53″ nord, 3° 56′ 52″ est | « PA00117567 » | Inscrit MH                                                                           | 1927        | Église Saint-Martin de Roche (Loire)                                                                      |
| Église Notre-Dame-de-l'Assomption de l'Essartery                                                          | Roche-la-Molière                   |         | 45° 25′ 57″ nord, 4° 20′ 20″ est |                |                                                                                      |             | Image manquante Téléverser                                                                                |
| Église Saint-Joseph de Cité de Beaulieu                                                                   | Roche-la-Molière                   |         | 45° 25′ 07″ nord, 4° 18′ 36″ est |                |                                                                                      |             | Image manquante Téléverser                                                                                |
| Église de la Sainte-Vierge de Roche-la-Molière                                                            | Roche-la-Molière                   |         | 45° 26′ 04″ nord, 4° 19′ 19″ est |                |                                                                                      |             | Église de la Sainte-Vierge de Roche-la-Molière                                                            |
| Église Saint-Pancrace de Roisey                                                                           | Roisey                             |         | 45° 23′ 16″ nord, 4° 40′ 18″ est |                |                                                                                      |             | Église Saint-Pancrace de Roisey                                                                           |
| Église Saint-Blaise de Rozier-Côtes-d'Aurec                                                               | Rozier-Côtes-d'Aurec               |         | 45° 22′ 17″ nord, 4° 06′ 15″ est | « PA00117569 » | Classé MH                                                                            | 1924        | Église Saint-Blaise de Rozier-Côtes-d'Aurec                                                               |
| Église Saint-Jean-Baptiste de Rochegut                                                                    | Rozier-Côtes-d'Aurec               |         | 45° 22′ 31″ nord, 4° 08′ 42″ est | « IA42000259 » |                                                                                      |             | Image manquante Téléverser                                                                                |
| Église Saint-Pierre de Rozier-en-Donzy                                                                    | Rozier-en-Donzy                    |         | 45° 48′ 02″ nord, 4° 16′ 31″ est |                |                                                                                      |             | Église Saint-Pierre de Rozier-en-Donzy                                                                    |
| Église Saint-Julien de Régny                                                                              | Régny                              |         | 45° 59′ 29″ nord, 4° 13′ 04″ est | « PA42000002 » | Inscrit MH                                                                           | 1996        | Église Saint-Julien de Régny                                                                              |
| Église Saint-Symphorien de Sail-les-Bains                                                                 | Sail-les-Bains                     |         | 46° 14′ 16″ nord, 3° 50′ 51″ est | « PA00117570 » | Inscrit MH                                                                           | 1965        | Église Saint-Symphorien de Sail-les-Bains                                                                 |
| Église Saint-André de Sail-sous-Couzan                                                                    | Sail-sous-Couzan                   |         | 46° 10′ 26″ nord, 4° 16′ 27″ est | « PA00117571 » | Inscrit MH Clocher, transept, chœur                                                  | 1928        | Église Saint-André de Sail-sous-Couzan                                                                    |
| Église du Sacré-Cœur-de-Jésus de Saint-Alban-les-Eaux                                                     | Saint-Alban-les-Eaux               |         | 46° 00′ 33″ nord, 3° 56′ 08″ est |                |                                                                                      |             | Église du Sacré-Cœur-de-Jésus de Saint-Alban-les-Eaux                                                     |
| Église Saint-André de Saint-André-d'Apchon                                                                | Saint-André-d'Apchon               |         | 46° 02′ 00″ nord, 3° 55′ 41″ est | « PA00117576 » | Inscrit MH                                                                           | 1963        | Église Saint-André de Saint-André-d'Apchon                                                                |
| Église Saint-André de Saint-André-le-Puy                                                                  | Saint-André-le-Puy                 |         | 45° 38′ 44″ nord, 4° 15′ 46″ est |                |                                                                                      |             | Église Saint-André de Saint-André-le-Puy                                                                  |
| Église Saint-Appolinard de Saint-Appolinard                                                               | Saint-Appolinard                   |         | 45° 20′ 31″ nord, 4° 39′ 12″ est |                |                                                                                      |             | Église Saint-Appolinard de Saint-Appolinard                                                               |
| Église Saint-Barthélemy de Saint-Barthélemy-Lestra                                                        | Saint-Barthélemy-Lestra            |         | 45° 43′ 09″ nord, 4° 20′ 23″ est |                |                                                                                      |             | Église Saint-Barthélemy de Saint-Barthélemy-Lestra                                                        |
| Église Saint-Jacques des Biefs                                                                            | Saint-Bonnet-des-Quarts            |         | 46° 07′ 55″ nord, 3° 50′ 38″ est | « PA00117699 » | Inscrit MH Ancien chœur roman, y compris son décor peint                             | 1991        | Église Saint-Jacques des Biefs                                                                            |
| Église Saint-Bonnet de Saint-Bonnet-des-Quarts                                                            | Saint-Bonnet-des-Quarts            |         | 46° 07′ 54″ nord, 3° 50′ 38″ est |                |                                                                                      |             | Église Saint-Bonnet de Saint-Bonnet-des-Quarts                                                            |
| Collégiale Saint-Bonnet de Saint-Bonnet-le-Château                                                        | Saint-Bonnet-le-Château            |         | 45° 25′ 25″ nord, 4° 04′ 03″ est | « PA00117578 » | Classé MH                                                                            | 1922        | Collégiale Saint-Bonnet de Saint-Bonnet-le-Château                                                        |
| Église Saint-Bonnet de Saint-Bonnet-le-Courreau                                                           | Saint-Bonnet-le-Courreau           |         | 45° 39′ 35″ nord, 3° 56′ 39″ est | « PA00117587 » | Inscrit MH Clocher                                                                   | 1926        | Image manquante Téléverser                                                                                |
| Église Saint-Bonnet de Saint-Bonnet-les-Oules                                                             | Saint-Bonnet-les-Oules             |         | 45° 32′ 30″ nord, 4° 19′ 49″ est |                |                                                                                      |             | Église Saint-Bonnet de Saint-Bonnet-les-Oules                                                             |
| Église Saint-Pierre de Saint-Chamond                                                                      | Saint-Chamond                      |         | 45° 28′ 43″ nord, 4° 30′ 48″ est | « PA00117590 » | Inscrit MH Église sauf partie classée ; Classé MH Intérieur avec son décor           | 1979 ; 1983 | Église Saint-Pierre de Saint-Chamond                                                                      |
| Collégiale Saint-Jean-Baptiste de Saint-Chamond                                                           | Saint-Chamond                      |         | 45° 28′ 42″ nord, 4° 30′ 35″ est |                |                                                                                      |             | Collégiale Saint-Jean-Baptiste de Saint-Chamond                                                           |
| Église Notre-Dame de Saint-Chamond                                                                        | Saint-Chamond                      |         | 45° 29′ 00″ nord, 4° 30′ 37″ est |                |                                                                                      |             | Église Notre-Dame de Saint-Chamond                                                                        |
| Église Saint-André d'Izieux                                                                               | Saint-Chamond                      |         | 45° 27′ 49″ nord, 4° 30′ 12″ est |                |                                                                                      |             | Église Saint-André d'Izieux                                                                               |
| Église Saint-Ennemond de Saint-Chamond                                                                    | Saint-Chamond                      |         | 45° 28′ 42″ nord, 4° 30′ 31″ est |                |                                                                                      |             | Image manquante Téléverser                                                                                |
| Église Saint-Joseph de Chavanne                                                                           | Saint-Chamond                      |         | à géolocaliser                   |                |                                                                                      |             | Image manquante Téléverser                                                                                |
| Église Saint-Julien de Saint-Chamond                                                                      | Saint-Chamond                      |         | 45° 29′ 00″ nord, 4° 30′ 37″ est |                |                                                                                      |             | Image manquante Téléverser                                                                                |
| Église Notre-Dame-de-Lourdes de Saint-Chamond                                                             | Saint-Chamond                      |         | 45° 28′ 11″ nord, 4° 31′ 02″ est |                |                                                                                      |             | Image manquante Téléverser                                                                                |
| Église Saint-Jean-Marie-Vianney de la Chabure                                                             | Saint-Chamond                      |         | 45° 26′ 31″ nord, 4° 28′ 23″ est |                |                                                                                      |             | Image manquante Téléverser                                                                                |
| Église Saint-Marcellin Champagnat de Fonsala                                                              | Saint-Chamond                      |         | 45° 28′ 30″ nord, 4° 32′ 03″ est |                |                                                                                      |             | Image manquante Téléverser                                                                                |
| Église Saint-Martin de Saint-Martin-en-Coailleux                                                          | Saint-Chamond                      |         | 45° 27′ 42″ nord, 4° 31′ 15″ est |                |                                                                                      |             | Image manquante Téléverser                                                                                |
| Église Saint-Christophe de Saint-Christo-en-Jarez                                                         | Saint-Christo-en-Jarez             |         | 45° 32′ 40″ nord, 4° 29′ 11″ est |                |                                                                                      |             | Église Saint-Christophe de Saint-Christo-en-Jarez                                                         |
| Église Saint-Cyprien de Saint-Cyprien (Loire)                                                             | Saint-Cyprien                      |         | 45° 32′ 17″ nord, 4° 14′ 10″ est |                |                                                                                      |             | Image manquante Téléverser                                                                                |
| Église Saint-Cyr de Saint-Cyr-de-Favières                                                                 | Saint-Cyr-de-Favières              |         | 45° 57′ 58″ nord, 4° 05′ 44″ est | « PA00117594 » | Classé MH Fresques couvrant l'ancien chœur                                           | 1964        | Église Saint-Cyr de Saint-Cyr-de-Favières                                                                 |
| Église Saint-Roch de l'Hôpital-sur-Rhins                                                                  | Saint-Cyr-de-Favières              |         | 45° 58′ 29″ nord, 4° 07′ 45″ est |                |                                                                                      |             | Image manquante Téléverser                                                                                |
| Église Saint-Cyr de Saint-Cyr-de-Valorges                                                                 | Saint-Cyr-de-Valorges              |         | 45° 53′ 34″ nord, 4° 18′ 21″ est |                |                                                                                      |             | Église Saint-Cyr de Saint-Cyr-de-Valorges                                                                 |
| Église Saint-Cyr-et-Sainte-Julitte de Saint-Cyr-les-Vignes                                                | Saint-Cyr-les-Vignes               |         | 45° 40′ 36″ nord, 4° 17′ 58″ est |                |                                                                                      |             | Église Saint-Cyr-et-Sainte-Julitte de Saint-Cyr-les-Vignes                                                |
| Église Saint-Denis de Saint-Denis-de-Cabanne                                                              | Saint-Denis-de-Cabanne             |         | 46° 10′ 15″ nord, 4° 12′ 22″ est |                |                                                                                      |             | Église Saint-Denis de Saint-Denis-de-Cabanne                                                              |
| Église Saint-Denis de Saint-Denis-sur-Coise                                                               | Saint-Denis-sur-Coise              |         | 45° 37′ 02″ nord, 4° 25′ 26″ est |                |                                                                                      |             | Image manquante Téléverser                                                                                |
| Église Saint-Didier de Saint-Didier-sur-Rochefort                                                         | Saint-Didier-sur-Rochefort         |         | 45° 47′ 35″ nord, 3° 50′ 42″ est |                |                                                                                      |             | Image manquante Téléverser                                                                                |
| Église Saint-Ferréol de Saint-Forgeux-Lespinasse                                                          | Saint-Forgeux-Lespinasse           |         | 46° 07′ 22″ nord, 3° 55′ 50″ est |                |                                                                                      |             | Église Saint-Ferréol de Saint-Forgeux-Lespinasse                                                          |
| Église Saint-Galmier de Saint-Galmier                                                                     | Saint-Galmier                      |         | 45° 35′ 28″ nord, 4° 19′ 08″ est | « PA00117610 » | Inscrit MH Clocher et façade occidentale ; Classé MH Église sauf parties inscrites   | 1972 ; 1972 | Église Saint-Galmier de Saint-Galmier                                                                     |
| Église Notre-Dame-de-Pitié de Saint-Genest-Lerpt                                                          | Saint-Genest-Lerpt                 |         | 45° 26′ 46″ nord, 4° 20′ 03″ est |                |                                                                                      |             | Image manquante Téléverser                                                                                |
| Église Saint-Genest de Saint-Genest-Malifaux                                                              | Saint-Genest-Malifaux              |         | 45° 20′ 23″ nord, 4° 25′ 11″ est |                |                                                                                      |             | Église Saint-Genest de Saint-Genest-Malifaux                                                              |
| Église Saint-Georges de Saint-Georges-Haute-Ville                                                         | Saint-Georges-Haute-Ville          |         | 45° 33′ 14″ nord, 4° 05′ 55″ est |                |                                                                                      |             | Église Saint-Georges de Saint-Georges-Haute-Ville                                                         |
| Église Saint-Georges de Saint-Georges-de-Baroille                                                         | Saint-Georges-de-Baroille          |         | 45° 50′ 57″ nord, 4° 07′ 53″ est |                |                                                                                      |             | Image manquante Téléverser                                                                                |
| Église Saint-Georges de Saint-Georges-en-Couzan                                                           | Saint-Georges-en-Couzan            |         | 45° 42′ 04″ nord, 3° 55′ 52″ est |                |                                                                                      |             | Église Saint-Georges de Saint-Georges-en-Couzan                                                           |
| Église Saint-André de Saint-Germain-Laval                                                                 | Saint-Germain-Laval                |         | 45° 49′ 50″ nord, 4° 00′ 56″ est |                |                                                                                      |             | Image manquante Téléverser                                                                                |
| Église Saint-Germain de Saint-Germain-Lespinasse                                                          | Saint-Germain-Lespinasse           |         | 46° 06′ 14″ nord, 3° 57′ 51″ est |                |                                                                                      |             | Église Saint-Germain de Saint-Germain-Lespinasse                                                          |
| Église Saint-Germain de Saint-Germain-la-Montagne                                                         | Saint-Germain-la-Montagne          |         | 46° 12′ 08″ nord, 4° 22′ 43″ est |                |                                                                                      |             | Église Saint-Germain de Saint-Germain-la-Montagne                                                         |
| Église Saint-Eustache de Saint-Haon-le-Châtel                                                             | Saint-Haon-le-Châtel               |         | 46° 04′ 01″ nord, 3° 54′ 49″ est | « PA00117621 » | Inscrit MH                                                                           | 1958        | Église Saint-Eustache de Saint-Haon-le-Châtel                                                             |
| Église Sainte-Abonde de Saint-Haon-le-Vieux                                                               | Saint-Haon-le-Vieux                |         | 46° 04′ 28″ nord, 3° 54′ 29″ est |                |                                                                                      |             | Église Sainte-Abonde de Saint-Haon-le-Vieux                                                               |
| Église Saint-Hilaire de Saint-Hilaire-Cusson-la-Valmitte                                                  | Saint-Hilaire-Cusson-la-Valmitte   |         | 45° 22′ 05″ nord, 4° 02′ 30″ est | « PA00117628 » | Inscrit MH                                                                           | 1978        | Église Saint-Hilaire de Saint-Hilaire-Cusson-la-Valmitte                                                  |
| Église Saint-Hilaire de Saint-Hilaire-sous-Charlieu                                                       | Saint-Hilaire-sous-Charlieu        |         | 46° 07′ 19″ nord, 4° 11′ 02″ est |                |                                                                                      |             | Église Saint-Hilaire de Saint-Hilaire-sous-Charlieu                                                       |
| Église Saint-Médard de Saint-Héand                                                                        | Saint-Héand                        |         | 45° 31′ 46″ nord, 4° 22′ 22″ est | « PA00117627 » | Inscrit MH                                                                           | 1982        | Église Saint-Médard de Saint-Héand                                                                        |
| Église Notre-Dame-de-l'Annonciation de la Baraillère                                                      | Saint-Jean-Bonnefonds              |         | 45° 26′ 50″ nord, 4° 26′ 00″ est |                |                                                                                      |             | Image manquante Téléverser                                                                                |
| Église Saint-Jean de Saint-Jean-Bonnefonds                                                                | Saint-Jean-Bonnefonds              |         | 45° 27′ 06″ nord, 4° 26′ 52″ est |                |                                                                                      |             | Image manquante Téléverser                                                                                |
| Église Saint-Jean de Saint-Jean (Loire)                                                                   | Saint-Jean-Saint-Maurice-sur-Loire |         | 45° 57′ 59″ nord, 4° 00′ 13″ est |                |                                                                                      |             | Église Saint-Jean de Saint-Jean (Loire)                                                                   |
| Église Saint-Maurice de Saint-Jean-Saint-Maurice-sur-Loire                                                | Saint-Jean-Saint-Maurice-sur-Loire |         | 45° 57′ 53″ nord, 4° 00′ 43″ est |                |                                                                                      |             | Église Saint-Maurice de Saint-Jean-Saint-Maurice-sur-Loire                                                |
| Église de la Nativité-de-Saint-Jean-Baptiste de Saint-Jean-Soleymieux                                     | Saint-Jean-Soleymieux              |         | 45° 30′ 12″ nord, 4° 02′ 24″ est | « PA00117630 » | Inscrit MH Porche ; Classé MH Crypte                                                 | 1930 ; 1952 | Église de la Nativité-de-Saint-Jean-Baptiste de Saint-Jean-Soleymieux                                     |
| Église Saint-Jean de Saint-Jean-la-Vêtre                                                                  | Saint-Jean-la-Vêtre                |         | 45° 47′ 21″ nord, 3° 48′ 21″ est |                |                                                                                      |             | Église Saint-Jean de Saint-Jean-la-Vêtre                                                                  |
| Église Saint-Gildas de Saint-Jodard                                                                       | Saint-Jodard                       |         | 45° 52′ 50″ nord, 4° 07′ 54″ est |                |                                                                                      |             | Image manquante Téléverser                                                                                |
| Église Saint-Joseph de Saint-Joseph (Loire)                                                               | Saint-Joseph                       |         | 45° 33′ 22″ nord, 4° 37′ 05″ est |                |                                                                                      |             | Église Saint-Joseph de Saint-Joseph (Loire)                                                               |
| Église Saint-Julien de Saint-Julien-Molin-Molette                                                         | Saint-Julien-Molin-Molette         |         | 45° 19′ 21″ nord, 4° 36′ 54″ est |                |                                                                                      |             | Église Saint-Julien de Saint-Julien-Molin-Molette                                                         |
| Église Saint-Julien de Saint-Julien-d'Oddes                                                               | Saint-Julien-d'Oddes               |         | 45° 50′ 51″ nord, 3° 59′ 47″ est |                |                                                                                      |             | Image manquante Téléverser                                                                                |
| Église Saint-Julien de Saint-Julien-la-Vêtre                                                              | Saint-Julien-la-Vêtre              |         | 45° 48′ 51″ nord, 3° 49′ 29″ est |                |                                                                                      |             | Image manquante Téléverser                                                                                |
| Église Saint-André de Saint-Rambert                                                                       | Saint-Just-Saint-Rambert           |         | 45° 30′ 03″ nord, 4° 14′ 32″ est | « PA00117639 » | Classé MH                                                                            | 1891        | Église Saint-André de Saint-Rambert                                                                       |
| Église Saint-Just de Saint-Just-Saint-Rambert                                                             | Saint-Just-Saint-Rambert           |         | 45° 30′ 10″ nord, 4° 15′ 49″ est |                |                                                                                      |             | Église Saint-Just de Saint-Just-Saint-Rambert                                                             |
| Église Saint-Just de Saint-Just-en-Bas                                                                    | Saint-Just-en-Bas                  |         | 45° 43′ 50″ nord, 3° 52′ 52″ est | « PA00117633 » | Inscrit MH Inscription au-dessus de la porte Sud                                     | 1933        | Église Saint-Just de Saint-Just-en-Bas                                                                    |
| Église Saint-Just de Saint-Just-en-Chevalet                                                               | Saint-Just-en-Chevalet             |         | 45° 54′ 49″ nord, 3° 50′ 48″ est |                |                                                                                      |             | Église Saint-Just de Saint-Just-en-Chevalet                                                               |
| Église Saint-Just de Saint-Just-la-Pendue                                                                 | Saint-Just-la-Pendue               |         | 45° 53′ 48″ nord, 4° 14′ 40″ est |                |                                                                                      |             | Église Saint-Just de Saint-Just-la-Pendue                                                                 |
| Église Saint-Laurent de Saint-Laurent-Rochefort                                                           | Saint-Laurent-Rochefort            |         | 45° 46′ 25″ nord, 3° 55′ 26″ est | « PA00117642 » | Inscrit MH                                                                           | 1972        | Église Saint-Laurent de Saint-Laurent-Rochefort                                                           |
| Église Saint-Médard-et-Saint-Loup de Rochefort                                                            | Saint-Laurent-Rochefort            |         | 45° 46′ 56″ nord, 3° 54′ 28″ est | « IA42000661 » |                                                                                      |             | Image manquante Téléverser                                                                                |
| Église Saint-Laurent de Saint-Laurent-la-Conche                                                           | Saint-Laurent-la-Conche            |         | 45° 41′ 03″ nord, 4° 12′ 33″ est |                |                                                                                      |             | Église Saint-Laurent de Saint-Laurent-la-Conche                                                           |
| Église Saint-Léger de Saint-Léger-sur-Roanne                                                              | Saint-Léger-sur-Roanne             |         | 46° 02′ 19″ nord, 3° 59′ 47″ est |                |                                                                                      |             | Image manquante Téléverser                                                                                |
| Église Saint-Marcel de Saint-Marcel-d'Urfé                                                                | Saint-Marcel-d'Urfé                |         | 45° 52′ 22″ nord, 3° 53′ 07″ est |                |                                                                                      |             | Image manquante Téléverser                                                                                |
| Église Saint-Marcel de Saint-Marcel-de-Félines                                                            | Saint-Marcel-de-Félines            |         | 45° 51′ 38″ nord, 4° 11′ 19″ est |                |                                                                                      |             | Église Saint-Marcel de Saint-Marcel-de-Félines                                                            |
| Église Saint-Marcellin de Saint-Marcellin-en-Forez                                                        | Saint-Marcellin-en-Forez           |         | 45° 29′ 52″ nord, 4° 10′ 04″ est | « PA00117645 » | Inscrit MH Nef, pignon de façade, tour du clocher sous le clocher                    | 1939        | Image manquante Téléverser                                                                                |
| Église Saint-Martin de Saint-Martin-Lestra                                                                | Saint-Martin-Lestra                |         | 45° 43′ 15″ nord, 4° 21′ 13″ est |                |                                                                                      |             | Église Saint-Martin de Saint-Martin-Lestra                                                                |
| Église Saint-Martin de Saint-Martin-d'Estréaux                                                            | Saint-Martin-d'Estréaux            |         | 46° 12′ 19″ nord, 3° 47′ 58″ est |                |                                                                                      |             | Église Saint-Martin de Saint-Martin-d'Estréaux                                                            |
| Église Saint-Martin de Saint-Martin-la-Plaine                                                             | Saint-Martin-la-Plaine             |         | 45° 32′ 44″ nord, 4° 35′ 36″ est |                |                                                                                      |             | Église Saint-Martin de Saint-Martin-la-Plaine                                                             |
| Église Saint-Martin de Saint-Martin-la-Sauveté                                                            | Saint-Martin-la-Sauveté            |         | 45° 49′ 59″ nord, 3° 55′ 21″ est |                |                                                                                      |             | Image manquante Téléverser                                                                                |
| Église Saint-Isidore de Gourgois                                                                          | Saint-Maurice-en-Gourgois          |         | 45° 24′ 27″ nord, 4° 11′ 58″ est | « IA42000294 » |                                                                                      |             | Image manquante Téléverser                                                                                |
| Église Saint-Maurice de Saint-Maurice-en-Gourgois                                                         | Saint-Maurice-en-Gourgois          |         | 45° 24′ 08″ nord, 4° 10′ 57″ est | « IA42000250 » |                                                                                      |             | Église Saint-Maurice de Saint-Maurice-en-Gourgois                                                         |
| Église Saint-Michel de Saint-Michel-sur-Rhône                                                             | Saint-Michel-sur-Rhône             |         | 45° 26′ 47″ nord, 4° 44′ 44″ est |                |                                                                                      |             | Église Saint-Michel de Saint-Michel-sur-Rhône                                                             |
| Église Saint-Médard de Saint-Médard-en-Forez                                                              | Saint-Médard-en-Forez              |         | 45° 35′ 50″ nord, 4° 21′ 41″ est | « PA00117651 » | Inscrit MH                                                                           | 1978        | Église Saint-Médard de Saint-Médard-en-Forez                                                              |
| Église Saint-Nizier de Saint-Nizier-de-Fornas                                                             | Saint-Nizier-de-Fornas             |         | 45° 24′ 14″ nord, 4° 04′ 55″ est | « PA00117653 » | Inscrit MH                                                                           | 1925        | Église Saint-Nizier de Saint-Nizier-de-Fornas                                                             |
| Église du couvent des Cordeliers de Saint-Nizier-sous-Charlieu                                            | Saint-Nizier-sous-Charlieu         |         | 46° 09′ 30″ nord, 4° 09′ 41″ est |                |                                                                                      |             | Église du couvent des Cordeliers de Saint-Nizier-sous-Charlieu                                            |
| Église Saint-Nizier de Saint-Nizier-sous-Charlieu                                                         | Saint-Nizier-sous-Charlieu         |         | 46° 09′ 13″ nord, 4° 07′ 25″ est |                |                                                                                      |             | Église Saint-Nizier de Saint-Nizier-sous-Charlieu                                                         |
| Église Saint-Paul de Saint-Paul-d'Uzore                                                                   | Saint-Paul-d'Uzore                 |         | 45° 40′ 36″ nord, 4° 04′ 45″ est |                |                                                                                      |             | Église Saint-Paul de Saint-Paul-d'Uzore                                                                   |
| Église de la Conversion-de-Saint-Paul de Saint-Paul-de-Vézelin                                            | Saint-Paul-de-Vézelin              |         | 45° 53′ 04″ nord, 4° 05′ 07″ est |                |                                                                                      |             | Église de la Conversion-de-Saint-Paul de Saint-Paul-de-Vézelin                                            |
| Église Saint-Antoine de Cornillon                                                                         | Saint-Paul-en-Cornillon            |         | 45° 23′ 50″ nord, 4° 14′ 18″ est | « PA00117655 » | Inscrit MH Clocher                                                                   | 1927        | Église Saint-Antoine de Cornillon                                                                         |
| Église Sainte-Madeleine de Saint-Paul-en-Cornillon                                                        | Saint-Paul-en-Cornillon            |         | 45° 23′ 54″ nord, 4° 13′ 34″ est |                |                                                                                      |             | Image manquante Téléverser                                                                                |
| Église Saint-Paul de Saint-Paul-en-Jarez                                                                  | Saint-Paul-en-Jarez                |         | 45° 27′ 49″ nord, 4° 31′ 13″ est |                |                                                                                      |             | Église Saint-Paul de Saint-Paul-en-Jarez                                                                  |
| Église Saint-Pierre de Saint-Pierre-de-Bœuf                                                               | Saint-Pierre-de-Bœuf               |         | 45° 22′ 56″ nord, 4° 45′ 01″ est |                |                                                                                      |             | Église Saint-Pierre de Saint-Pierre-de-Bœuf                                                               |
| Église Saint-Pierre de Saint-Pierre-la-Noaille                                                            | Saint-Pierre-la-Noaille            |         | 46° 10′ 46″ nord, 4° 05′ 53″ est |                |                                                                                      |             | Image manquante Téléverser                                                                                |
| Église Saint-Pierre de Saint-Polgues                                                                      | Saint-Polgues                      |         | 45° 54′ 46″ nord, 3° 58′ 26″ est |                |                                                                                      |             | Image manquante Téléverser                                                                                |
| Église Saint-Prix de Saint-Priest-en-Jarez                                                                | Saint-Priest-en-Jarez              |         | 45° 28′ 30″ nord, 4° 22′ 44″ est |                |                                                                                      |             | Église Saint-Prix de Saint-Priest-en-Jarez                                                                |
| Église Saint-Prix de Saint-Priest-la-Prugne                                                               | Saint-Priest-la-Prugne             |         | 45° 57′ 42″ nord, 3° 44′ 55″ est |                |                                                                                      |             | Église Saint-Prix de Saint-Priest-la-Prugne                                                               |
| Église Saint-Priest de Saint-Priest-la-Roche                                                              | Saint-Priest-la-Roche              |         | 45° 54′ 48″ nord, 4° 05′ 36″ est |                |                                                                                      |             | Image manquante Téléverser                                                                                |
| Église Saint-Prix de Saint-Priest-la-Vêtre                                                                | Saint-Priest-la-Vêtre              |         | 45° 48′ 16″ nord, 3° 48′ 45″ est |                |                                                                                      |             | Église Saint-Prix de Saint-Priest-la-Vêtre                                                                |
| Église Saint-Rirand de Saint-Rirand                                                                       | Saint-Rirand                       |         | 46° 04′ 33″ nord, 3° 50′ 56″ est |                |                                                                                      |             | Image manquante Téléverser                                                                                |
| Église Saint-Romain de Saint-Romain-d'Urfé                                                                | Saint-Romain-d'Urfé                |         | 45° 53′ 14″ nord, 3° 49′ 40″ est |                |                                                                                      |             | Église Saint-Romain de Saint-Romain-d'Urfé                                                                |
| Église Saint-Romain de Saint-Romain-en-Jarez                                                              | Saint-Romain-en-Jarez              |         | 45° 33′ 20″ nord, 4° 32′ 06″ est |                |                                                                                      |             | Image manquante Téléverser                                                                                |
| Église Saint-Romain de Saint-Romain-la-Motte                                                              | Saint-Romain-la-Motte              |         | 46° 05′ 05″ nord, 3° 59′ 01″ est |                |                                                                                      |             | Église Saint-Romain de Saint-Romain-la-Motte                                                              |
| Église prieurale de Saint-Romain-le-Puy                                                                   | Saint-Romain-le-Puy                |         | 45° 33′ 26″ nord, 4° 07′ 34″ est | « PA00117659 » | Classé MH                                                                            | 1862        | Église prieurale de Saint-Romain-le-Puy                                                                   |
| Église Saint-Romain de Saint-Romain-le-Puy                                                                | Saint-Romain-le-Puy                |         | 45° 33′ 18″ nord, 4° 07′ 33″ est |                |                                                                                      |             | Église Saint-Romain de Saint-Romain-le-Puy                                                                |
| Église Saint-Romain de Saint-Romain-les-Atheux                                                            | Saint-Romain-les-Atheux            |         | 45° 21′ 22″ nord, 4° 22′ 34″ est |                |                                                                                      |             | Image manquante Téléverser                                                                                |
| Église Saint-Régis de Saint-Régis-du-Coin                                                                 | Saint-Régis-du-Coin                |         | 45° 17′ 01″ nord, 4° 26′ 43″ est |                |                                                                                      |             | Église Saint-Régis de Saint-Régis-du-Coin                                                                 |
| Église Saint-Blaise de Saint-Sauveur-en-Rue                                                               | Saint-Sauveur-en-Rue               |         | 45° 16′ 12″ nord, 4° 29′ 44″ est |                |                                                                                      |             | Église Saint-Blaise de Saint-Sauveur-en-Rue                                                               |
| Église Saint-Sixte de Saint-Sixte (Loire)                                                                 | Saint-Sixte                        |         | 45° 46′ 35″ nord, 3° 58′ 56″ est | « PA00117660 » | Inscrit MH                                                                           | 1926        | Église Saint-Sixte de Saint-Sixte (Loire)                                                                 |
| Église Saint-Symphorien de Saint-Symphorien-de-Lay                                                        | Saint-Symphorien-de-Lay            |         | 45° 56′ 51″ nord, 4° 12′ 31″ est |                |                                                                                      |             | Image manquante Téléverser                                                                                |
| Église Saint-Thomas de Saint-Thomas-la-Garde                                                              | Saint-Thomas-la-Garde              |         | 45° 34′ 02″ nord, 4° 04′ 52″ est |                |                                                                                      |             | Église Saint-Thomas de Saint-Thomas-la-Garde                                                              |
| Église Saint-Thurin de Saint-Thurin                                                                       | Saint-Thurin                       |         | 45° 48′ 57″ nord, 3° 52′ 21″ est |                |                                                                                      |             | Église Saint-Thurin de Saint-Thurin                                                                       |
| Église Saint-Victor de Saint-Victor-sur-Rhins                                                             | Saint-Victor-sur-Rhins             |         | 46° 00′ 13″ nord, 4° 16′ 59″ est |                |                                                                                      |             | Image manquante Téléverser                                                                                |
| Église Saint-Vincent de Saint-Vincent-de-Boisset                                                          | Saint-Vincent-de-Boisset           |         | 46° 00′ 15″ nord, 4° 06′ 44″ est |                |                                                                                      |             | Église Saint-Vincent de Saint-Vincent-de-Boisset                                                          |
| Cathédrale Saint-Charles-Borromée de Saint-Étienne                                                        | Saint-Étienne                      |         | 45° 26′ 28″ nord, 4° 23′ 04″ est | « IA42000147 » |                                                                                      |             | Cathédrale Saint-Charles-Borromée de Saint-Étienne                                                        |
| Église Notre-Dame de Valbenoîte                                                                           | Saint-Étienne                      |         | 45° 25′ 18″ nord, 4° 23′ 57″ est | « PA00117599 » | Inscrit MH Église à l'exception de la façade et du clocher                           | 1949        | Église Notre-Dame de Valbenoîte                                                                           |
| Grand'Église de Saint-Étienne                                                                             | Saint-Étienne                      |         | 45° 26′ 11″ nord, 4° 23′ 08″ est | « PA00117598 » | Inscrit MH                                                                           | 1949        | Grand'Église de Saint-Étienne                                                                             |
| Église Notre-Dame de Saint-Étienne                                                                        | Saint-Étienne                      |         | 45° 26′ 08″ nord, 4° 23′ 31″ est | « IA42000171 » |                                                                                      |             | Église Notre-Dame de Saint-Étienne                                                                        |
| Église du Sacré-Cœur de Saint-Étienne                                                                     | Saint-Étienne                      |         | 45° 27′ 51″ nord, 4° 22′ 44″ est |                |                                                                                      |             | Église du Sacré-Cœur de Saint-Étienne                                                                     |
| Église Saint-Victor de Saint-Victor-sur-Loire                                                             | Saint-Étienne                      |         | 45° 26′ 47″ nord, 4° 15′ 35″ est | « PA00117662 » | Inscrit MH Parties anciennes                                                         | 1980        | Église Saint-Victor de Saint-Victor-sur-Loire                                                             |
| Église Sainte-Marie de Saint-Étienne                                                                      | Saint-Étienne                      |         | 45° 26′ 19″ nord, 4° 23′ 33″ est | « PA00132819 » | Inscrit MH                                                                           | 1994        | Église Sainte-Marie de Saint-Étienne                                                                      |
| Église Saint-François-Régis de Saint-Étienne                                                              | Saint-Étienne                      |         | 45° 26′ 23″ nord, 4° 24′ 09″ est | « PA42000027 » | Inscrit MH                                                                           | 2008        | Église Saint-François-Régis de Saint-Étienne                                                              |
| Église Notre-Dame de Terrenoire                                                                           | Saint-Étienne                      |         | 45° 26′ 04″ nord, 4° 26′ 11″ est |                |                                                                                      |             | Image manquante Téléverser                                                                                |
| Église de la Nativité de Rochetaillée                                                                     | Saint-Étienne                      |         | 45° 24′ 40″ nord, 4° 26′ 44″ est |                |                                                                                      |             | Image manquante Téléverser                                                                                |
| Église de la Nativité-de-la-Sainte-Vierge de Saint-Étienne                                                | Saint-Étienne                      |         | 45° 26′ 40″ nord, 4° 23′ 19″ est | « IA42000169 » |                                                                                      |             | Image manquante Téléverser                                                                                |
| Église Notre-Dame-de-la-Paix de Solaure                                                                   | Saint-Étienne                      |         | 45° 24′ 34″ nord, 4° 23′ 10″ est |                |                                                                                      |             | Image manquante Téléverser                                                                                |
| Église Saint-André de Côte Chaude                                                                         | Saint-Étienne                      |         | 45° 26′ 42″ nord, 4° 21′ 47″ est |                |                                                                                      |             | Image manquante Téléverser                                                                                |
| Église Saint-Curé-d'Ars de Saint-Étienne                                                                  | Saint-Étienne                      |         | 45° 25′ 51″ nord, 4° 24′ 37″ est |                |                                                                                      |             | Image manquante Téléverser                                                                                |
| Église Saint-Ennemond de Saint-Étienne                                                                    | Saint-Étienne                      |         | 45° 26′ 07″ nord, 4° 22′ 53″ est | « IA42000156 » |                                                                                      |             | Église Saint-Ennemond de Saint-Étienne                                                                    |
| Église Sainte-Barbe de Saint-Étienne                                                                      | Saint-Étienne                      |         | 45° 27′ 02″ nord, 4° 24′ 12″ est |                |                                                                                      |             | Image manquante Téléverser                                                                                |
| Église Sainte-Claire de Montreynaud                                                                       | Saint-Étienne                      |         | 45° 28′ 19″ nord, 4° 24′ 09″ est |                |                                                                                      |             | Église Sainte-Claire de Montreynaud                                                                       |
| Église Sainte-Marguerite de Montplaisir                                                                   | Saint-Étienne                      |         | 45° 26′ 05″ nord, 4° 25′ 08″ est |                |                                                                                      |             | Image manquante Téléverser                                                                                |
| Église Sainte-Thérèse du Rond-Point                                                                       | Saint-Étienne                      |         | 45° 25′ 18″ nord, 4° 24′ 48″ est |                |                                                                                      |             | Image manquante Téléverser                                                                                |
| Église Saint-Jean-Baptiste de Montaud                                                                     | Saint-Étienne                      |         | 45° 26′ 52″ nord, 4° 22′ 51″ est |                |                                                                                      |             | Église Saint-Jean-Baptiste de Montaud                                                                     |
| Église Saint-Roch de Saint-Étienne                                                                        | Saint-Étienne                      |         | 45° 29′ 07″ nord, 4° 22′ 41″ est |                |                                                                                      |             | Église Saint-Roch de Saint-Étienne                                                                        |
| Église Notre-Dame-de-Lourdes de Saint-Étienne                                                             | Saint-Étienne                      |         | à géolocaliser                   |                |                                                                                      |             | Image manquante Téléverser                                                                                |
| Église Saint-Louis de Saint-Étienne                                                                       | Saint-Étienne                      |         | 45° 26′ 04″ nord, 4° 23′ 19″ est | « IA42000041 » |                                                                                      |             | Église Saint-Louis de Saint-Étienne                                                                       |
| Église Saint-Marc de Montreynaud                                                                          | Saint-Étienne                      |         | 45° 28′ 20″ nord, 4° 24′ 09″ est |                |                                                                                      |             | Image manquante Téléverser                                                                                |
| Église Saint-Pierre de la Marandinière                                                                    | Saint-Étienne                      |         | 45° 25′ 34″ nord, 4° 25′ 00″ est |                |                                                                                      |             | Image manquante Téléverser                                                                                |
| Église Saint-Pierre-Saint-Paul de la Rivière                                                              | Saint-Étienne                      |         | 45° 24′ 47″ nord, 4° 24′ 04″ est |                |                                                                                      |             | Église Saint-Pierre-Saint-Paul de la Rivière                                                              |
| Église Saint-Étienne de Saint-Étienne-le-Molard                                                           | Saint-Étienne-le-Molard            |         | 45° 43′ 56″ nord, 4° 05′ 19″ est | « IA42000987 » |                                                                                      |             | Église Saint-Étienne de Saint-Étienne-le-Molard                                                           |
| Église Sainte-Agathe de Sainte-Agathe-en-Donzy                                                            | Sainte-Agathe-en-Donzy             |         | 45° 50′ 16″ nord, 4° 18′ 26″ est |                |                                                                                      |             | Image manquante Téléverser                                                                                |
| Église Sainte-Agathe de Sainte-Agathe-la-Bouteresse                                                       | Sainte-Agathe-la-Bouteresse        |         | 45° 44′ 00″ nord, 4° 03′ 24″ est | « IA42001003 » |                                                                                      |             | Image manquante Téléverser                                                                                |
| Église Saint-Barthélemy de La Bouteresse                                                                  | Sainte-Agathe-la-Bouteresse        |         | à géolocaliser                   | « IA42000667 » |                                                                                      |             | Image manquante Téléverser                                                                                |
| Église Sainte-Colombe de Sainte-Colombe-sur-Gand                                                          | Sainte-Colombe-sur-Gand            |         | 45° 52′ 48″ nord, 4° 16′ 26″ est |                |                                                                                      |             | Église Sainte-Colombe de Sainte-Colombe-sur-Gand                                                          |
| Église Sainte-Croix de Sainte-Croix-en-Jarez                                                              | Sainte-Croix-en-Jarez              |         | 45° 28′ 47″ nord, 4° 38′ 46″ est |                |                                                                                      |             | Église Sainte-Croix de Sainte-Croix-en-Jarez                                                              |
| Église Sainte-Foy de Sainte-Foy-Saint-Sulpice                                                             | Sainte-Foy-Saint-Sulpice           |         | 45° 46′ 08″ nord, 4° 07′ 46″ est | « PA00117608 » | Inscrit MH                                                                           | 1949        | Image manquante Téléverser                                                                                |
| Église de la Nativité-de-Notre-Dame de Salt-en-Donzy                                                      | Salt-en-Donzy                      |         | 45° 44′ 13″ nord, 4° 17′ 21″ est | « PA00117664 » | Inscrit MH Transept, abside et clocher                                               | 1964        | Église de la Nativité-de-Notre-Dame de Salt-en-Donzy                                                      |
| Église Saint-Barthélemy de Salvizinet                                                                     | Salvizinet                         |         | 45° 45′ 35″ nord, 4° 16′ 23″ est |                |                                                                                      |             | Église Saint-Barthélemy de Salvizinet                                                                     |
| Église de la Nativité-de-Notre-Dame de Sauvain                                                            | Sauvain                            |         | 45° 40′ 25″ nord, 3° 54′ 24″ est | « PA00117666 » | Classé MH                                                                            | 1914        | Église de la Nativité-de-Notre-Dame de Sauvain                                                            |
| Église Notre-Dame-de-l'Assomption de Savigneux                                                            | Savigneux                          |         | 45° 36′ 25″ nord, 4° 05′ 09″ est | « IA42001378 » |                                                                                      |             | Église Notre-Dame-de-l'Assomption de Savigneux                                                            |
| Église du Martyre-de-Saint-Jean-Baptiste de Sevelinges                                                    | Sevelinges                         |         | 46° 05′ 54″ nord, 4° 17′ 46″ est |                |                                                                                      |             | Église du Martyre-de-Saint-Jean-Baptiste de Sevelinges                                                    |
| Église Sainte-Anne de Soleymieux                                                                          | Soleymieux                         |         | 45° 30′ 36″ nord, 4° 02′ 39″ est |                |                                                                                      |             | Église Sainte-Anne de Soleymieux                                                                          |
| Église Saint-Isidore du Grand Quartier                                                                    | Sorbiers                           |         | 45° 30′ 22″ nord, 4° 26′ 01″ est |                |                                                                                      |             | Image manquante Téléverser                                                                                |
| Église de l'Assomption-de-la-Vierge de Sorbiers                                                           | Sorbiers                           |         | 45° 29′ 15″ nord, 4° 27′ 03″ est |                |                                                                                      |             | Image manquante Téléverser                                                                                |
| Église Saint-Jean-Baptiste de Souternon                                                                   | Souternon                          |         | 45° 52′ 07″ nord, 3° 59′ 13″ est |                |                                                                                      |             | Image manquante Téléverser                                                                                |
| Église Saint-André de Sury-le-Comtal                                                                      | Sury-le-Comtal                     |         | 45° 32′ 20″ nord, 4° 10′ 59″ est | « PA00117670 » | Inscrit MH                                                                           | 1949        | Église Saint-André de Sury-le-Comtal                                                                      |
| Église Saint-Roch de Tarentaise                                                                           | Tarentaise                         |         | 45° 22′ 24″ nord, 4° 29′ 18″ est |                |                                                                                      |             | Église Saint-Roch de Tarentaise                                                                           |
| Église Saint-Pierre-aux-Liens de Tartaras                                                                 | Tartaras                           |         | 45° 33′ 16″ nord, 4° 40′ 09″ est |                |                                                                                      |             | Image manquante Téléverser                                                                                |
| Église Notre-Dame de Thélis-la-Combe                                                                      | Thélis-la-Combe                    |         | 45° 19′ 39″ nord, 4° 33′ 16″ est |                |                                                                                      |             | Église Notre-Dame de Thélis-la-Combe                                                                      |
| Église Saint-Maurice de Trelins                                                                           | Trelins                            |         | 45° 43′ 57″ nord, 4° 00′ 29″ est | « IA42000653 » |                                                                                      |             | Image manquante Téléverser                                                                                |
| Église Saint-Barthélemy d'Unias                                                                           | Unias                              |         | 45° 36′ 20″ nord, 4° 13′ 37″ est |                |                                                                                      |             | Église Saint-Barthélemy d'Unias                                                                           |
| Église Saint-Thomas-d'Aquin d'Unieux                                                                      | Unieux                             |         | 45° 24′ 21″ nord, 4° 15′ 42″ est |                |                                                                                      |             | Image manquante Téléverser                                                                                |
| Église Notre-Dame-de-Nazareth d'Unieux                                                                    | Unieux                             |         | 45° 24′ 21″ nord, 4° 15′ 41″ est |                |                                                                                      |             | Image manquante Téléverser                                                                                |
| Église Saint-Paul sur l'Ondaine de Côte-Quart                                                             | Unieux                             |         | 45° 23′ 51″ nord, 4° 16′ 55″ est |                |                                                                                      |             | Image manquante Téléverser                                                                                |
| Église de l'Assomption d'Urbise                                                                           | Urbise                             |         | 46° 15′ 17″ nord, 3° 53′ 34″ est |                |                                                                                      |             | Église de l'Assomption d'Urbise                                                                           |
| Église Saint-Symphorien d'Usson-en-Forez                                                                  | Usson-en-Forez                     |         | 45° 23′ 21″ nord, 3° 56′ 29″ est | « PA00117675 » | Inscrit MH                                                                           | 1982        | Église Saint-Symphorien d'Usson-en-Forez                                                                  |
| Église Saint-Pierre-et-Saint-Pancrace de Valeille                                                         | Valeille                           |         | 45° 42′ 26″ nord, 4° 18′ 22″ est |                |                                                                                      |             | Église Saint-Pierre-et-Saint-Pancrace de Valeille                                                         |
| Sanctuaire Notre-Dame-de-Valfleury                                                                        | Valfleury                          |         | 45° 31′ 21″ nord, 4° 29′ 34″ est |                |                                                                                      |             | Sanctuaire Notre-Dame-de-Valfleury                                                                        |
| Église Saint-Pancrace de Veauche                                                                          | Veauche                            |         | 45° 33′ 40″ nord, 4° 16′ 29″ est | « PA00117677 » | Inscrit MH                                                                           | 1949        | Église Saint-Pancrace de Veauche                                                                          |
| Église Saint-Laurent de Cité Saint-Laurent                                                                | Veauche                            |         | 45° 33′ 59″ nord, 4° 17′ 45″ est |                |                                                                                      |             | Église Saint-Laurent de Cité Saint-Laurent                                                                |
| Église Saint-Jean-François-Régis de Veauchette                                                            | Veauchette                         |         | 45° 33′ 44″ nord, 4° 16′ 10″ est |                |                                                                                      |             | Église Saint-Jean-François-Régis de Veauchette                                                            |
| Église Saint-Genest de Vendranges                                                                         | Vendranges                         |         | 45° 56′ 29″ nord, 4° 08′ 13″ est |                |                                                                                      |             | Église Saint-Genest de Vendranges                                                                         |
| Église Saint-Ennemond de Verrières-en-Forez                                                               | Verrières-en-Forez                 |         | 45° 34′ 15″ nord, 3° 59′ 50″ est | « PA00117678 » | Classé MH                                                                            | 1938        | Église Saint-Ennemond de Verrières-en-Forez                                                               |
| Église Saint-Laurent de Villars                                                                           | Villars                            |         | 45° 28′ 11″ nord, 4° 21′ 19″ est |                |                                                                                      |             | Église Saint-Laurent de Villars                                                                           |
| Église Saint-André de Villars                                                                             | Villars                            |         | 45° 28′ 03″ nord, 4° 21′ 09″ est |                |                                                                                      |             | Église Saint-André de Villars                                                                             |
| Église Saint-Martin de Villemontais                                                                       | Villemontais                       |         | 45° 58′ 43″ nord, 3° 56′ 55″ est |                |                                                                                      |             | Église Saint-Martin de Villemontais                                                                       |
| Église Saint-Prix de Villerest                                                                            | Villerest                          |         | 45° 59′ 38″ nord, 4° 02′ 19″ est | « PA00117679 » | Inscrit MH                                                                           | 2014        | Église Saint-Prix de Villerest                                                                            |
| Église Saint-André de Villers                                                                             | Villers                            |         | 45° 07′ 17″ nord, 4° 13′ 24″ est |                |                                                                                      |             | Église Saint-André de Villers                                                                             |
| Église Saint-Georges de Violay                                                                            | Violay                             |         | 45° 50′ 58″ nord, 4° 21′ 44″ est |                |                                                                                      |             | Église Saint-Georges de Violay                                                                            |
| Église de l'Immaculée-Conception de Viricelles                                                            | Viricelles                         |         | 45° 39′ 08″ nord, 4° 22′ 26″ est |                |                                                                                      |             | Église de l'Immaculée-Conception de Viricelles                                                            |
| Église de la Nativité-de-Saint-Jean-Baptiste de Virigneux                                                 | Virigneux                          |         | 45° 41′ 23″ nord, 4° 21′ 08″ est |                |                                                                                      |             | Église de la Nativité-de-Saint-Jean-Baptiste de Virigneux                                                 |
| Église Saint-Étienne de Vivans                                                                            | Vivans                             |         | 45° 11′ 21″ nord, 3° 56′ 38″ est |                |                                                                                      |             | Église Saint-Étienne de Vivans                                                                            |
| Église Saint-Bonnet de Vougy                                                                              | Vougy                              |         | 46° 06′ 06″ nord, 4° 07′ 09″ est |                |                                                                                      |             | Église Saint-Bonnet de Vougy                                                                              |
| Église Saint-Maurice de Véranne                                                                           | Véranne                            |         | 45° 22′ 06″ nord, 4° 39′ 48″ est |                |                                                                                      |             | Église Saint-Maurice de Véranne                                                                           |
| Église Saint-Pierre de Vérin                                                                              | Vérin                              |         | 45° 27′ 14″ nord, 4° 45′ 13″ est |                |                                                                                      |             | Église Saint-Pierre de Vérin                                                                              |
| Église Saint-Bonnet d'Écoche                                                                              | Écoche                             |         | 46° 09′ 38″ nord, 4° 17′ 49″ est |                |                                                                                      |             | Église Saint-Bonnet d'Écoche                                                                              |
| Église Saint-Étienne d'Écotay-l'Olme                                                                      | Écotay-l'Olme                      |         | 45° 35′ 20″ nord, 4° 02′ 25″ est | « PA00117481 » | Inscrit MH                                                                           | 1949        | Église Saint-Étienne d'Écotay-l'Olme                                                                      |
| Église Notre-Dame-de-l'Assomption d'Épercieux-Saint-Paul                                                  | Épercieux-Saint-Paul               |         | 45° 47′ 29″ nord, 4° 12′ 46″ est |                |                                                                                      |             | Image manquante Téléverser                                                                                |

### Culteprotestant
| Église                                                              | Commune       | Adresse | Coordonnées                      | Notice         | Protection | Date | Illustration                                                        |
| ------------------------------------------------------------------- | ------------- | ------- | -------------------------------- | -------------- | ---------- | ---- | ------------------------------------------------------------------- |
| Temple de l'église protestante unie de France de Firminy            | Firminy       |         | 45° 23′ 20″ nord, 4° 16′ 59″ est |                |            |      | Image manquante Téléverser                                          |
| Temple, ancienne chapelle Sainte-Anne de l'Hôtel-Dieu de Montbrison | Montbrison    |         | 45° 36′ 21″ nord, 4° 04′ 04″ est |                |            |      | Temple, ancienne chapelle Sainte-Anne de l'Hôtel-Dieu de Montbrison |
| Temple de Saint-Chamond                                             | Saint-Chamond |         | 45° 28′ 21″ nord, 4° 31′ 05″ est |                |            |      | Temple de Saint-Chamond                                             |
| Temple protestant de Saint-Étienne                                  | Saint-Étienne |         | 45° 26′ 21″ nord, 4° 22′ 59″ est | « PA42000038 » | Inscrit MH | 2010 | Temple protestant de Saint-Étienne                                  |
| Temple antoiniste de Saint-Étienne                                  | Saint-Étienne |         | 45° 27′ 25″ nord, 4° 22′ 35″ est |                |            |      | Image manquante Téléverser                                          |

### Église orthodoxe
| Église                                      | Commune       | Adresse | Coordonnées                      | Notice | Protection | Date | Illustration               |
| ------------------------------------------- | ------------- | ------- | -------------------------------- | ------ | ---------- | ---- | -------------------------- |
| Chapelle orthodoxe grecque de Saint-Étienne | Saint-Étienne |         | 45° 24′ 43″ nord, 4° 23′ 08″ est |        |            |      | Image manquante Téléverser |